# 色，戒 (電影)
《色，戒》（英語：Lust, Caution）是一部於2007年上映的谍战情色惊悚悬疑電影，由李安執導，两岸三地和美国合作制片，编剧王蕙玲和詹姆斯·夏慕斯改編自張愛玲创作于1950年、发表于1978年的同名短篇小說。影片以中国抗日战争为时代背景，分为1938年广州被日军占领后的英属香港和1942年日本占领下由其扶持的汪精卫政权统治的上海两部分，讲述曾为嶺南大學学生的王佳芝在加入话剧社同学的锄奸行动期间，与汪精卫政权特務頭目易先生产生情愫的故事。
影片通过刻画男女主角在中国抗日战争时代“戏假情真”的情爱和性爱关系，还原了太平洋战争爆发前后上海和香港的历史面貌和时代特征，展现了战争下人性在理智与情感之间的辩证关系和博弈抉择。此片对暗写张爱玲和胡兰成爱恨纠葛的原著进行了改编创作，在保持故事原貌的基础上填充了原著中的许多留白，让女主角王佳芝的身世更能体现张爱玲个人的生命脉络。影片对于历史政治的解构与颠覆、女主角唯心主义的价值取向、性爱场面的大胆激烈在上映之时则引发了许多争议。该片因性爱和暴力场面在美国被定为NC-17级、在台湾被定为限制级、在香港被定为三级片，而在中国大陆和新加坡等地上映时则根据当地审查制度进行删减。
电影《色，戒》获得了观众、电影业界和张爱玲研究者的高度评价和商业上的成功。在第64届威尼斯电影节中，导演李安凭借此片获得了他电影生涯中继《断背山》之后的第二个金狮奖，而摄影师罗德里格·普瑞托则凭借此片获得最佳技术贡献奖；在第44届金马奖中，此片获得最佳剧情片、最佳导演等7项大奖；此片原计划代表台湾提名第80届奥斯卡最佳国际影片奖，但被奥斯卡组委会认定台湾工作人员比例不足而取消资格。此片不但艺术性深受电影业界的肯定，在商业上也取得了成功，在华人社会和韩国最为卖座，是2007年中国大陆票房第三高、香港和台湾票房最高、新加坡票房第二高的华语电影，也是韩国史上票房第三高的华语电影；欧美地区和日本则因为电影分级、当地电影受众群体喜好等因素而主要在艺术电影院上映该片。许多专业人士在上映之时认为这是改编张爱玲作品最成功的一部电影，这部电影的成功还在华人社会引发了一轮“张爱玲热”。此片和《卧虎藏龙》是李安导演21世纪以来仅有的两部华语电影作品和中国题材作品。

## 劇情
故事开头的场景设定在日軍佔領下的上海，四位高雅的贵妇人正悠闲地打麻将。四名贵妇人中，女主人易太太的丈夫是汪精卫国民政府情报机关头子，另两妇人的丈夫也在伪政府任职，最年轻的叫麦太太，跟易太太是三年前在英属香港认识的，香港沦陷后，麦先生生意停滞，麦太太来到上海，被易太太留在家中暂住。
麦太太真名叫王佳芝。她原本是嶺南大學學生，1938年廣州淪陷前隨學校借用香港大學的校園繼續上學。当救国热情高涨，她响应同学邝裕民的号召，参与小型话剧团，演出救国话剧，在舞台上激情呼喊“中国不能亡”，获得空前的回响，让观众感动落泪。邝裕民随后从其同乡、易先生副官的曹德禧处得悉其正身處香港。汪精卫政权的政府当时尚未成立，正在招兵买马，而香港就是易先生负责。剧社成员认为不论演出多成功，还不及杀一个特务头子更有意义，于是草草筹划暗杀易先生之行动。
他们瞒过家人，在高尚住宅区租住楼房，同学扮演妈姐、司机、表兄，王佳芝与另一同学扮演“麦先生夫妇”，藉打麻将等社交活动接近易太太，色誘易先生，伺机暗杀。经过几番试探和引诱，王佳芝深得易太太信任，易先生已逐渐上钩，但此时由于王佳芝没有性经验，所以剧社成员们决定做“实战练习”，安排唯一有经验的梁润生与王佳芝练习，而与王佳芝渐生情愫的邝裕民也默许，让王佳芝暗怨邝裕民在爱情上却步、不积极。然而就在王佳芝咬下牙关做了一切牺牲和准备后，易先生一家却突然离开香港，甚至连见面的机会都没有，计划猝然告终，王佳芝陷入“万千牺牲一场空”的无力与失落；与此同时，暗杀计划被老曹识破，开口勒索，剧社成员们仓促之下将之刺死。经历第一次经历笨拙而又残酷的杀人场面，王佳芝终于绝望崩溃，仓惶奔出于黑夜之中，消失经年。
三年后，王佳芝已从香港返回上海，寄居在舅妈家，在艰苦条件下继续学业。易先生则在当地担任汪精卫政权特工总部部长，掌控特务机关，并有比上次暗杀计划时更为严密的系统保护。其表面上维持治安，实则作为日本人的鹰犬清除爱国抗日人士。邝裕民此时已成为重慶国民政府特务，他后来与王佳芝重逢，告诉她之前的暗杀行动重庆方面一直在监视并且还出面摆平，而话剧社同学们现都已经加入特务组织；他希望王佳芝能再次加入行动，色诱易先生。出于复杂的心理，王佳芝再次答应了邝裕民，在重庆国民政府特工头目老吴的接应下接受严格的情报工作训练。在行動過程中，王佳芝再次感到同伴的背棄和重庆国民政府对她的漠视，只将她的身体和心灵作为获得情报的工具，要求她为政治理想付出一切，而不在乎她内心的痛苦和处境的危险。而王佳芝與易先生的关系也从猜疑不定而轉化成真情实感，在复杂的環境下，两人的爱情在一次次性爱中实现肉體到心靈的递进和契合，成为互相倚慰与抒解的存在。
易先生最终则抛开对王佳芝的所有猜疑，决定送给她非常名贵的礼物以为两人爱情的信证，让王佳芝带着一张写着本名“易默成”的名片前往一家异国珠宝店挑选打磨成钻戒的原石，并择日来取。而王佳芝的同志们则认为时机成熟，决定动手。行动当天，珠宝店老板在店堂阁楼上接待他们，拿出打造完成的钻戒让王佳芝试戴，而刺客早已就位。王佳芝内心思潮起伏，看着闪亮的钻戒，想着埋伏中的志士，凝望着易先生脸上真诚的温柔怜惜，她颤声说：“快走”。易先生惊觉夺门而出，跃入车厢，驱车离开。
易先生逃离暗杀现场后，他的势力立即开始封路搜捕并将王佳芝一伙人一网打尽。副手张秘书才在此时告诉易先生，他们早已注意到王佳芝的行动，但出于二人的亲密关系没有及时告知。易先生心情复杂，在行刑批准书簽下自己的名字，王佳芝则通过张秘书将钻戒归还给他。晚上十点，包括王佳芝与鄺裕民在内的六位青年被拉往废矿场秘密处决。易先生来到王佳芝住过的卧房沉思良久，以谎言打发前来关心状况的易太太，最后惆怅地走出了房间。

## 演員和主要角色

### 演员表
| 演員          | 角色                   |
| ------------- | ---------------------- |
| 梁朝偉        | 易默成（易先生）       |
| 湯唯          | 王佳芝／麥太太         |
| 陳冲          | 易太太                 |
| 王力宏        | 鄺裕民                 |
| 庹宗華        | 老吳                   |
| 朱芷瑩        | 賴秀金                 |
| 高英軒        | 黃磊                   |
| 柯宇綸        | 梁潤生                 |
| 阮德鏘        | 歐陽靈文／麥先生       |
| 錢嘉樂        | 曹德禧／易默成副官     |
| 苏岩          | 马太太                 |
| 何賽飛        | 蕭太太                 |
| 宋茹惠        | 王佳芝舅妈             |
| 樊光耀        | 張秘書                 |
| 卢燕          | 王佳芝舅妈牌友         |
| 刘洁          | 梁太太                 |
| 佘亚          | 朱太太                 |
| 王琳          | 廖太太                 |
| 华栋          | 上海易家阿妈           |
| 王侃          | 易先生司机             |
| 宋建华        | 易太太司机             |
| 竹下明子      | 日本居酒屋招待         |
| 阿努帕姆·卡爾 | 珠寶店經理（特別演出） |

### 演员训练
李安导演在开拍此片前给三大主演梁朝伟、汤唯、王力宏布置了许多相关的学习任务，三位主演为此上了三个月的课。李安要求主演精读金雄白的《汪政权的开场与收场》、鹿桥的《未央歌》、王蓝的《蓝与黑》和张爱玲的文学作品，看尤敏主演的《星星月亮太阳》和电影《南北和》，听中华民国大陆时期的流行音乐，读戴笠和胡兰成的传记和作品。李安还通过检查主演的读书笔记等形式来检验主演的学习成果。
《色，戒》选拔的这一拨青春气息扑面的杀手团员，大多本身或者父辈来自台湾，这些演员包括王力宏、朱芷莹、柯宇纶、高英轩。他们与中国大陆演员汤唯一起，在《色，戒》拍摄之前齐集香港进行培训。这一招被戏称为李安的“家传绝学”，可以让演员迅速融入角色时代氛围。当年岭南大学的学生运动风气很盛，所以李安就让演员们打羽毛球、桌球与篮球，看书、观赏怀旧老电影。战乱时代因物资缺乏，大学生都比较消瘦，因此柯宇纶、朱芷莹都被要求减肥。

### 易默成

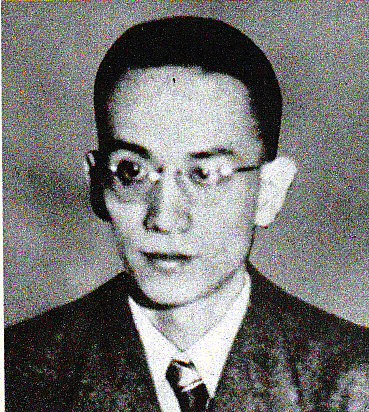
以残酷手段镇压中国抗日分子的特务头子丁默邨是易默成的原型之一，抗战胜利后被绳之以法枪决

影片男主角的名字“易默成”是汪精卫政权高官丁默邨和原著小说作者张爱玲的第一任丈夫胡兰成两个原型名字的合成，这一名字也契合《周易·系辞上》中的“默而成之，不言而信，存乎德行”。易默成进出的门禁森严的后巷就是历史上汪精卫政权高官李士群的住宅后巷。导演李安让梁朝伟揣摩该角色时将丁默邨、李士群、胡兰成、戴笠四人的特质糅合在一起。易默成和王佳芝在日本居酒屋幽会，提到日本歌太悲，意谓日本将亡的那一段，出自胡兰成所著《今生今世·民国女子》一文中张爱玲的谈话。易默成走路的模样则以李安的父亲李昇为蓝本。李安在筹备此片的阶段认为知名导演张艺谋是饰演该角色的合适人选，并参照张艺谋的形象特点为易默成设计造型妆容，然而张艺谋最终拒绝了李安导演的邀约。易默成的历史原型籍贯为广东、湖南和浙江这三个中国南方省份，因此李安要求梁朝伟在片中能讲标准南方口音的中华民国国语，梁朝伟在此片开拍前接受了特训。影片中易默成办公室里的墨宝写的是“娱目有山水，放怀无古今”和“远鹤无前侣，孤云寄太虚；狂来轻世界，醉里得真如”。

### 王佳芝
演员汤唯为了演好王佳芝一角，在本片拍摄前专门赴上海学习如何穿旗袍和高跟鞋、打麻将、学评弹及上海话和带有上海口音的中华民国国语。影片女主角王佳芝的刺杀汉奸事件确有原型，在历史上色诱并意图刺杀汪精卫政权高官丁默邨的是中华民国大陆时期上海社交名媛和中统情报人员郑苹如，但是王佳芝和易默成之间的复杂情感和最终放走易默成的选择和历史上的郑苹如大相径庭，王佳芝的身世命运和人物心理是原著作者张爱玲自身的投射，小说中是对她和胡兰成情仇恩怨的暗示。

#### 麦太太
王佳芝为暗杀易默成而扮演香港麦姓贸易商妻子麦太太。重庆方面的特工组织对于麦太太的人物档案设定是：麦太太一直住在香港，在上海没有亲戚。1938年她和丈夫麦先生结婚，一开始住在香港罗便臣道，后来搬到庄士敦道，香港沦陷后麦先生的生意不好，麦太太需要跑单帮贴补家用，因而出现在上海并成为易默成情妇。

#### 张爱玲
此片的编剧王蕙玲曾为以张爱玲生平为题材的电视剧《她从海上来》担任编剧。为了更加深刻地理解张爱玲，编剧王蕙玲不但参考阅读了大量的张爱玲相关资料，还长期在上海和洛杉矶生活以追寻张爱玲的身影，更亲赴马里兰大学图书馆查阅张爱玲第二任丈夫斐迪南．賴雅的日记。本片中王佳芝这一人物形象在香港大学的生活经历、和父亲的矛盾心情暗示了她想要前往英国的心理、战乱中没有家庭与亲情的描写、她孤单地和几个话剧社同学相依相伴、一次话剧体验让她绽放青春的光芒，这些都是原著中所没有的，是导演李安和编剧王蕙玲增加的部分，体现了张爱玲个人的生命脉络。
在此片拍摄期间，李安感觉张爱玲好像一直在阴魂不散。为了纾解在此片拍摄期间产生的巨大心理压力，李安在拍摄中途一度远赴法罗群岛拜访对其创作影响巨大的瑞典电影大师英格玛·伯格曼。在两人仅为20多分钟的会面中，李安紧紧抱住伯格曼并像个孩子一样伏在伯格曼肩上哭泣。当时伯格曼拍着他的脸鼓励他，就像一个母亲拍着自己的儿子的脸。在拜访伯格曼以后，李安的内心得到安慰，他继续此片的拍摄。在获得威尼斯电影节金狮奖的获奖感言中，李安表示“现在拿到这个奖，我特别想献给伯格曼，以回报他的祝福”。

### 邝裕民

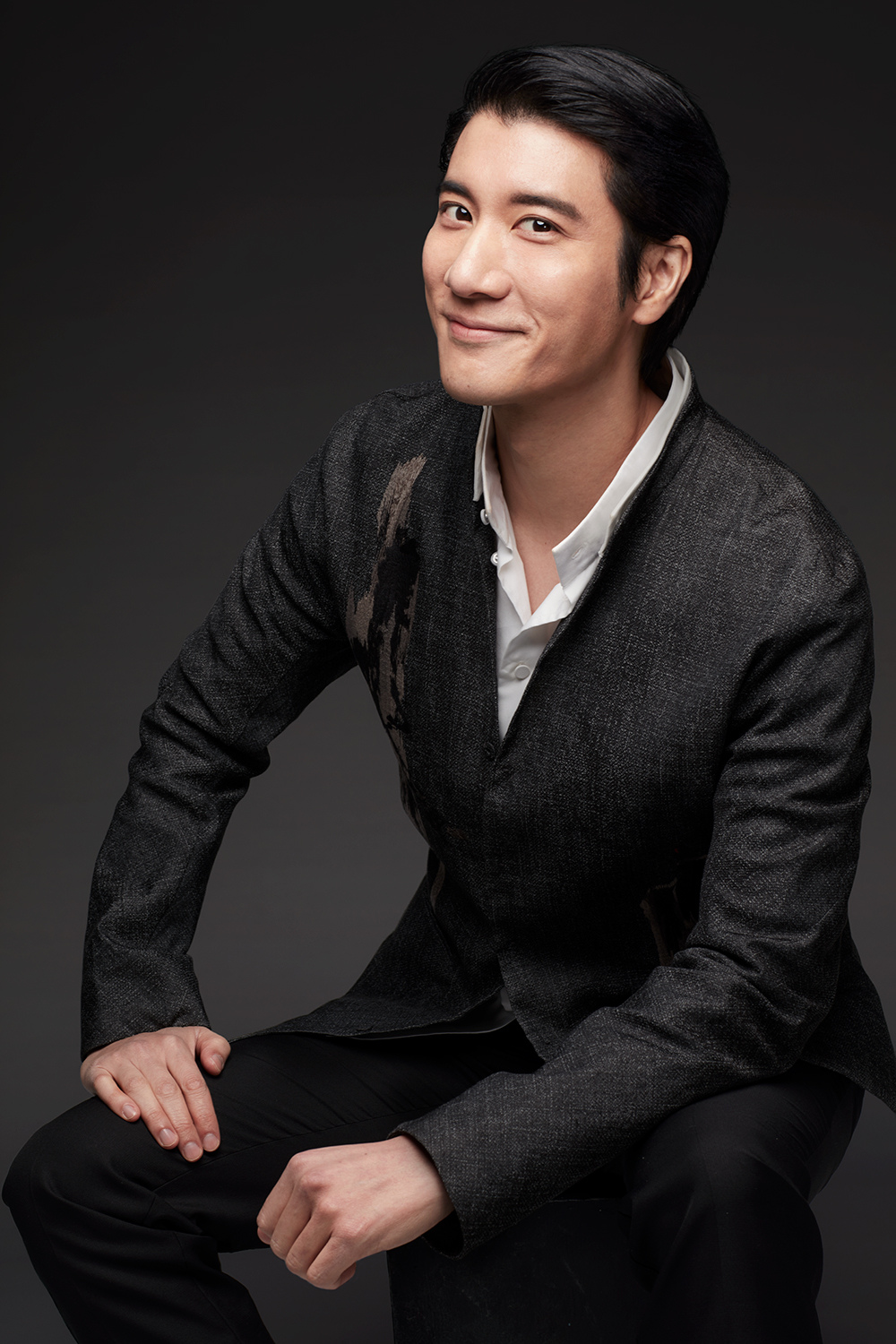
饰演邝裕民的演员王力宏

邝裕民这个角色有导演李安自身青春期的投射。李安在拍片时一再提醒摄影师一定要拍出青春学子的纯真、青涩和惨淡情怀，因为李安本人就有那样既燃烧又投入的话剧经验，才知道自己一辈子都是要为戏而生的。在此片放映之初，就有一些台灣观众認為台湾政治人物馬英九與鄺裕民很類似，而後饰演邝裕民的王力宏表示，导演李安就是叫他看馬英九來揣摩如何演鄺裕民。
影片中邝裕民在计划刺杀易默成之时说出的“引刀成一快，不负少年头”这一台词是中国历史上的“汉奸”汪精卫的名言，而作为背负国仇家恨的中国民族主义者和革命者的邝裕民竟然说出了汉奸的名言，导演和编剧在此处表达了黑色幽默的创作意图。编剧王蕙玲表示，根据上海社科院各种出版解密的近代史资料，在上海孤岛时期有多起暗杀行动正是没有严格训练的热血青年一时冲动就干，和小说里一群大学生演话剧转成情报工作者一样。
电影里众人杀死老曹的戏，王力宏拍完后感到恶心，全身颤抖，更至失控大哭。李安在现场赶紧过去抱住他，“我们一老一少就这么抱着，我怕他陷在里头出不来，那可怎么办。”所以拍王力宏拧断钱嘉乐脖子那场戏，差不多到第三条的时候，李安就不敢继续拍。
王力宏自己创作的歌曲《落叶归根》署名是“Y.M／KUANG”，正好是“邝裕民”的拼音缩写。王力宏表示，虽然邝裕民在影片中所处的年代是抗战时期，但是那种漂泊的感觉与他从美国回到自己的故乡很相似，所以可以说这个角色和自己有很多重合的地方。

## 音乐
| 曲序 | 曲目                        |                           | 作曲                                   | 演唱                      | 备注 |
| ---- | --------------------------- | ------------------------- | -------------------------------------- | ------------------------- | --- |
| 1.   | 《淹沒》（Yan-Muo，國語版） | Thomas Chow James Schamus | 亚历山大·德斯普拉（Alexandre Desplat） | 張學友 （Jacky H Cheung） | 王佳芝在居酒屋對易默成所唱的小曲，乃是引自1930年代的重要中國電影《馬路天使》裡的〈天涯歌女〉。 影片中作为背景声的评弹系当代评弹演员秦建国的录音。 |

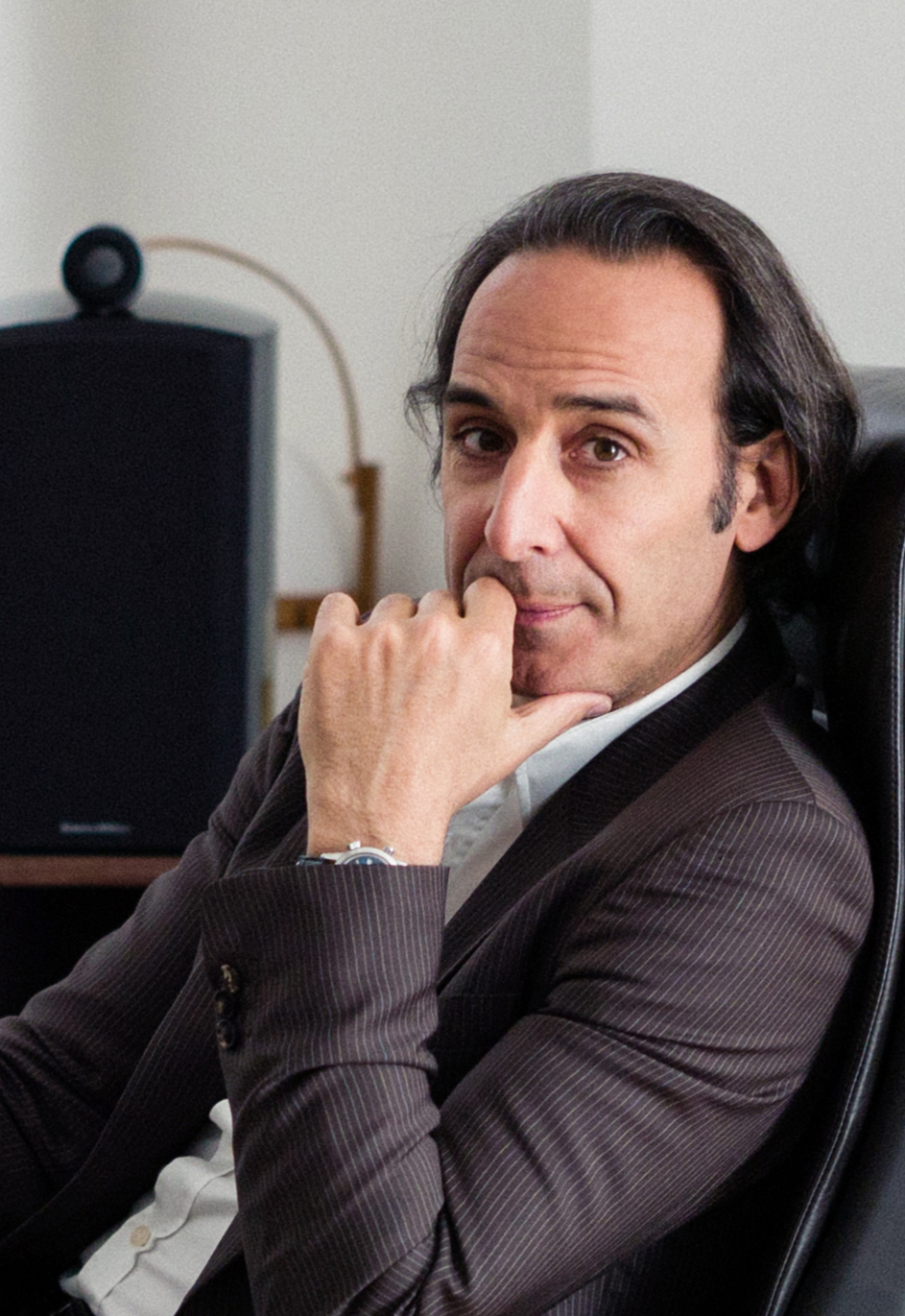
法国电影配乐师亚历山大·德斯普拉为此片配乐

法国电影配乐大师亚历山大·德斯普拉负责影片的配乐。按照李安的意愿，德斯普拉打破传统中国民乐框架，将国际化的音乐感觉作为1940年代初期上海氛围的基调，并参照了1940年代及前后经典电影的配乐。第二次世界大战不仅给中国带来深重灾难，法国在二战中同样饱经战乱的摧残和苦难，身为法国人的德斯普拉认为影片中军事强权下人性遭践踏的故事是东西方共通的。

### 中国音乐
起源于苏州的评弹是当时在包括上海的中国江南地区极为流行的曲艺形式。在此片由评弹名家盛小云和高博文出演的评弹戏中，故事情节是太太们逛街累了听评弹歇脚时正巧和易默成相遇，而在此之前易默成和王佳芝刚经历了两人第一次强横凌虐的暴力性爱。此处评弹源于《杨乃武与小白菜》之〈欲诉衷肠未出声〉，评弹的唱词“一个儿深深作揖假惺惺，一个儿妾身如绵絮絮绵，一个儿郎情如水欲断魂......”正影射了此时王佳芝、易默成、易太太这些人的内心想法和众人表面和谐之下的暗流涌动；另一段评弹是太太们打牌时传来的画外音唱段《长生殿》之〈剑阁闻铃〉，该段唱词“峨嵋山下少人经，苦雨凄风扑面迎，逍遥马坐唐天子”描述了唐玄宗李隆基在马嵬坡赐死杨贵妃之后一个人在长生殿里痛念爱人的凄凉心境，导演李安以此暗喻易默成对王佳芝的爱，而该唱段的时代背景是唐朝国运由盛转衰，正如影片中易默成在汪精卫政权即将垮台之际穷途末路的政治生涯。
王佳芝在上海虹口的日本居酒屋为易默成唱的歌曲是由周璇演唱的1937年中国电影《马路天使》插曲《天涯歌女》，在原著中并没有该情节。《天涯歌女》的“觅呀觅知音”“郎呀咱们俩是一条心”“家山呀北望泪呀泪沾襟”等歌词正是两人在山河破碎、家国沦丧的时代背景下处境和际遇的写照，因此王佳芝充满怜惜之情的歌声令易默成触景生情、热泪盈眶，这首歌令两人的情感获得强烈共鸣并被渲染升华到最高点，也为王佳芝最终选择放走易默成埋下伏笔。
王佳芝演完爱国话剧后，和话剧社的朋友们在细雨中手挽着手前进，边走边唱的歌曲是1934年中国电影《桃李劫》的主题曲《毕业歌》，当时这首饱含爱国热情的歌曲在中国广受欢迎，也照应了影片中学生们的锄奸行动。
三年后王佳芝再进易家，易太太提及京剧的经典折子戏《武家坡》。《武家坡》讲的是薛平贵远走西凉十八载，回来探访结发妻王宝钏的故事，故事核心是“久别重逢”和“情探”。导演李安通过易太太之口提及《武家坡》，一是暗示王佳芝和易默成的关系将要突破，两人的再次见面为让两人埋下日久生情的种子；二是表露两人目前依然在试探的关系，像久别重逢的夫妻，需要互相试探彼此的情分。

### 西方音乐
影片中伴随“中国不能亡”的呼喊声的音乐是爱德华·埃尔加的《谜语变奏曲》中的第九变奏、降E大调慢板“Nimrod”，此曲描写的是作曲家与朋友奥古斯特·杰戈尔在黄昏时分对贝多芬慢板乐章的一次讨论。
王佳芝与易默成首度正面接触的西餐厅里的钢琴伴奏是由法国钢琴家Alain Planès演奏的勃拉姆斯《A大调间奏曲》（作品118第2号）。李安表示选取这段就是要营造19世纪彬彬有礼、古典优雅的氛围，这段曲子代表的正是“戒”。

## 獎項
| 頒獎单位                      | 獎項                   | 获奖者/提名者                          | 結果 |
| 第64届威尼斯國際電影節        | 最佳影片金獅獎         | 李安                                   | 獲獎 |
| 第64届威尼斯國際電影節        | 最佳技術貢獻           | Rodrigo Prieto                         | 獲獎 |
| 第20屆芝加哥影評人協會獎      | 最佳外語片             | 《色，戒》                             | 提名 |
| 第20屆芝加哥影評人協會獎      | 最佳原創電影音樂獎     | 亞歷山大·德斯普拉（Alexandre Desplat） | 提名 |
| 第20屆芝加哥影評人協會獎      | 最具突破表演           | 湯唯                                   | 提名 |
| 第2屆韓國Max Movie最佳電影獎  | 最佳女主角             | 湯唯                                   | 提名 |
| 第24屆法羅島少數民族電影節    | 最佳女主角             | 湯唯                                   | 獲獎 |
| 第13屆日本網絡電影大獎        | 新人演員賞             | 湯唯                                   | 獲獎 |
| 第7屆紐約在線影評人協會獎     | 最佳突破演技           | 湯唯                                   | 提名 |
| 第11屆好萊塢電影獎            | 十大矚目新演員         | 湯唯                                   | 獲獎 |
| 第11屆線上影評人協會          | 最佳突破演技           | 湯唯                                   | 提名 |
| 第6屆國際在線電影獎(INOCA)    | 最佳女主角             | 湯唯                                   | 提名 |
| 第6屆國際在線電影獎(INOCA)    | 最佳原創電影音樂獎     | 亞歷山大·德斯普拉（Alexandre Desplat） | 提名 |
| 第6屆國際在線電影獎(INOCA)    | 最佳服裝設計           | 朴若木                                 | 提名 |
| 第6屆國際在線電影獎(INOCA)    | 最佳非英語電影         | 《色，戒》                             | 提名 |
| 第18屆達拉斯—沃斯堡影評人協會 | 最佳外語片             | 《色，戒》                             | 提名 |
| 第4屆女性影評人協會獎         | 十佳電影               | 《色，戒》                             | 獲獎 |
| 第4屆聖路易斯影評人協會獎     | 最佳外語片             | 《色，戒》                             | 提名 |
| 第78屆國家評論協會獎          | 年度五大國際電影       | 《色，戒》                             | 獲獎 |
| 第24屆波蘭製片人協會評論家獎  | 最佳外語片             | 《色，戒》                             | 獲獎 |
| 第2屆休士頓影評人協會         | 最佳外語片             | 《色，戒》                             | 提名 |
| 第2屆休士頓影評人協會         | 最佳原創電影音樂獎     | 亞歷山大·德斯普拉（Alexandre Desplat） | 提名 |
| 第11屆評論家選擇電影獎        | 最佳外語片             | 《色，戒》                             | 提名 |
| 第11屆評論家選擇電影獎        | 最佳原創電影音樂獎     | 亞歷山大·德斯普拉（Alexandre Desplat） | 提名 |
| 第10屆亞洲影評人協會獎        | 最佳電影               | 《色，戒》                             | 獲獎 |
| 第10屆亞洲影評人協會獎        | 最佳导演               | 李安                                   | 獲獎 |
| 第10屆亞洲影評人協會獎        | 最佳新演員             | 湯唯                                   | 獲獎 |
| 第10屆亞洲影評人協會獎        | 最佳女主角             | 湯唯                                   | 提名 |
| 第10屆亞洲影評人協會獎        | 最佳劇本獎             | 王蕙玲、詹姆斯·夏慕斯                  | 提名 |
| 第44屆金馬獎                  | 最佳剧情片獎           | 《色，戒》                             | 獲獎 |
| 第44屆金馬獎                  | 最佳导演獎             | 李安                                   | 獲獎 |
| 第44屆金馬獎                  | 最佳男主角             | 梁朝伟                                 | 獲獎 |
| 第44屆金馬獎                  | 最佳女主角             | 湯唯                                   | 提名 |
| 第44屆金馬獎                  | 最佳新演员             | 湯唯                                   | 獲獎 |
| 第44屆金馬獎                  | 最佳改编剧本獎         | 王蕙玲、詹姆斯·夏慕斯                  | 獲獎 |
| 第44屆金馬獎                  | 最佳攝影獎             | Rodrigo Prieto                         | 提名 |
| 第44屆金馬獎                  | 最佳剪輯獎             | Tim Squyres                            | 提名 |
| 第44屆金馬獎                  | 最佳造型设计獎         | 朴若木、吕凤珊                         | 獲獎 |
| 第44屆金馬獎                  | 最佳美術設計獎         | 朴若木                                 | 提名 |
| 第44屆金馬獎                  | 最佳原创电影音乐獎     | 亚历山大·德斯普拉（Alexandre Desplat） | 獲獎 |
| 第44屆金馬獎                  | 年度台湾杰出电影工作者獎 | 李安                                   | 獲獎 |
| 第65届金球奖                  | 金球獎最佳外语片       | 《色，戒》                             | 提名 |
| 第44届金甲虫奖                | 最佳外语片             | 《色，戒》                             | 獲獎 |
| 第23届獨立精神獎              | 最佳女主角             | 湯唯                                   | 提名 |
| 第23届獨立精神獎              | 最佳男主角             | 梁朝伟                                 | 提名 |
| 第23届獨立精神獎              | 最佳攝影               | Rodrigo Prieto                         | 提名 |
| 第61届英国电影学院奖          | 最佳外语片             | 《色，戒》                             | 提名 |
| 第61届英国电影学院奖          | 最佳服装设计           | 朴若木                                 | 提名 |
| 第61届英国电影学院奖          | 英國電影學院獎新星獎   | 汤唯                                   | 提名 |
| 第12届衛星奖                  | 最佳外语片             | 《色，戒》                             | 獲獎 |
| 第12届衛星奖                  | 最佳導演               | 李安                                   | 提名 |
| 第12届衛星奖                  | 最佳改編劇本獎         | 王蕙玲、詹姆斯·夏慕斯                  | 提名 |
| 第32届日本电影学院奖          | 最佳外语片奖           | 《色，戒》                             | 提名 |
| 第2届亚洲电影大奖             | 最佳男主角             | 梁朝伟                                 | 獲獎 |
| 第2届亚洲电影大奖             | 最佳电影               | 《色，戒》                             | 提名 |
| 第2届亚洲电影大奖             | 最佳导演               | 李安                                   | 提名 |
| 第2届亚洲电影大奖             | 最佳编剧               | 詹姆斯·夏慕斯、王蕙玲                  | 提名 |
| 第2届亚洲电影大奖             | 最佳女主角             | 汤唯                                   | 提名 |
| 第2届亚洲电影大奖             | 最佳原创音乐           | 亚历山大·德斯普拉                      | 提名 |
| 第1屆中國電影鐵象獎           | 最佳影片獎             | 《色，戒》                             | 獲獎 |
| 第1屆中國電影鐵象獎           | 最佳導演獎             | 李安                                   | 獲獎 |
| 第1屆中國電影鐵象獎           | 最佳男主角獎           | 梁朝伟                                 | 獲獎 |
| 第1屆中國電影鐵象獎           | 最佳女主角獎           | 汤唯                                   | 獲獎 |
| 第1屆中國電影鐵象獎           | 最佳女配角獎           | 陈冲                                   | 獲獎 |
| 第1屆中國電影鐵象獎           | 最佳編劇獎             | 王蕙玲、詹姆斯·夏慕斯                  | 獲獎 |
| 第27届香港电影金像奖          | 最佳亞洲電影           | 《色，戒》                             | 獲獎 |
| 第13屆亞洲電影博覽會          | 年度亞洲演員           | 汤唯                                   | 獲獎 |
| 第3屆亞洲卓越成就獎           | 最傑出電影             | 《色，戒》                             | 獲獎 |
| 第3屆亞洲卓越成就獎           | 最傑出電影男演員       | 梁朝伟                                 | 獲獎 |
| 第3屆亞洲卓越成就獎           | 最傑出電影女演員       | 湯唯                                   | 提名 |
| 第8屆華語電影傳媒大獎         | 最佳劇情片             | 《色，戒》                             | 提名 |
| 第8屆華語電影傳媒大獎         | 最佳導演               | 李安                                   | 提名 |
| 第8屆華語電影傳媒大獎         | 最佳男主角             | 梁朝伟                                 | 提名 |
| 第8屆華語電影傳媒大獎         | 最佳女主角             | 汤唯                                   | 提名 |
| 第8屆華語電影傳媒大獎         | 最佳新演員             | 汤唯                                   | 獲獎 |
| 台灣影評人協會                | 21世紀20大國片 第一名  | 《色，戒》李安                         | 獲獎 |

## 上映情况和不同版本

### 威尼斯国际电影节
- 威尼斯国际电影节：电影《色，戒》于当地时间2007年8月29日晚上在第64屆威尼斯國際電影節全球首映。此片在威尼斯电影节放映的是最为完整的版本，这一版本也是最能体现导演李安原始创作意图的版本。此后在世界各地放映以及通过DVD和网络发行的《色，戒》和该片在威尼斯电影节首映的版本比起来都有所删减。此片在威尼斯电影节放映的版本包括了一些易默成严刑拷打女特务的血腥场面。这些血腥场面包括被全裸用刑的女特务从头到脚鲜血直流，使用了“刑具、火链、烙铁、老虎凳、鞭子、假乳房”等道具。导演用这部分镜头体现了易默成的残暴和冷酷，令观众不寒而栗。这部分镜头在其他地区的版本中都被删除[15]。演员梁朝伟在拍摄这些刑讯戏份的时候感觉精神压力极大。王佳芝被捕后面对自己的死亡凛然而决绝、在审讯室主动托张秘书将“鸽子蛋”戒指归还给易默成的情节也仅出现在威尼斯原版中。

### 華語地區
- 中国大陆：無分級，境內版長度為145分鐘。原本在有關單位的要求下，最先送審的版本為刪去了約30分鐘、由李安親手剪接的版本，內容刪去了性愛與暴力血腥之鏡頭。當時李安曾表示，在中國大陸上映的電影暫無級別限制，因此理解大陸電影部門的要求。[16][17]2007年9月20日，《北京晨報》報導：「通過中國大陸廣電總局審查的版本只刪了約7分鐘的鏡頭。三場情慾戲都被保留了，而刪除的主要是露點及部份血腥鏡頭」。[18]在2007年11月1日正式上映的電影中，性鏡頭被刪了近13分鐘，一些激情戲被完全刪除，電影中絲毫沒有暴露鏡頭，兩主角脖子以下的部位基本上看不到。而鄺裕民刺殺老曹的血腥情節亦被刪減處理，在完整版中持续了七八分钟的冗长刺杀戏在大陆版中被修改成一刀毙命。[19]日本殖民统治下的上海难民横尸街头的镜头在大陆版中也被导演李安删除。一处很明显并影响观众对影片理解的修改是，李安在大陆版中改了王佳芝在接过易默成的“鸽子蛋”钻戒后的台词。在威尼斯电影节原版和其他地区上映的版本中，王佳芝对易默成说出了“快走、快走”。在大陆上映版中，这句表明王佳芝决定放走易默成的台词被改成了“走，走吧”，此处修改也给观众第二种解读——王佳芝并没明示“快走”，“走，走吧”可以理解成情人之间所说的“let's go”的意涵，因此王佳芝没有变节，是易默成自己觉察到情势不对才逃跑。导演李安考虑中国大陆的历史文化背景和民族主义情绪，通过对于重要台词的修改减少了她选择放走汪精卫政权高官易默成的争议性，给大陆观众一个从王佳芝不够谨慎而易默成狡猾多疑导致刺杀失败来自圆其说的版本。[20]

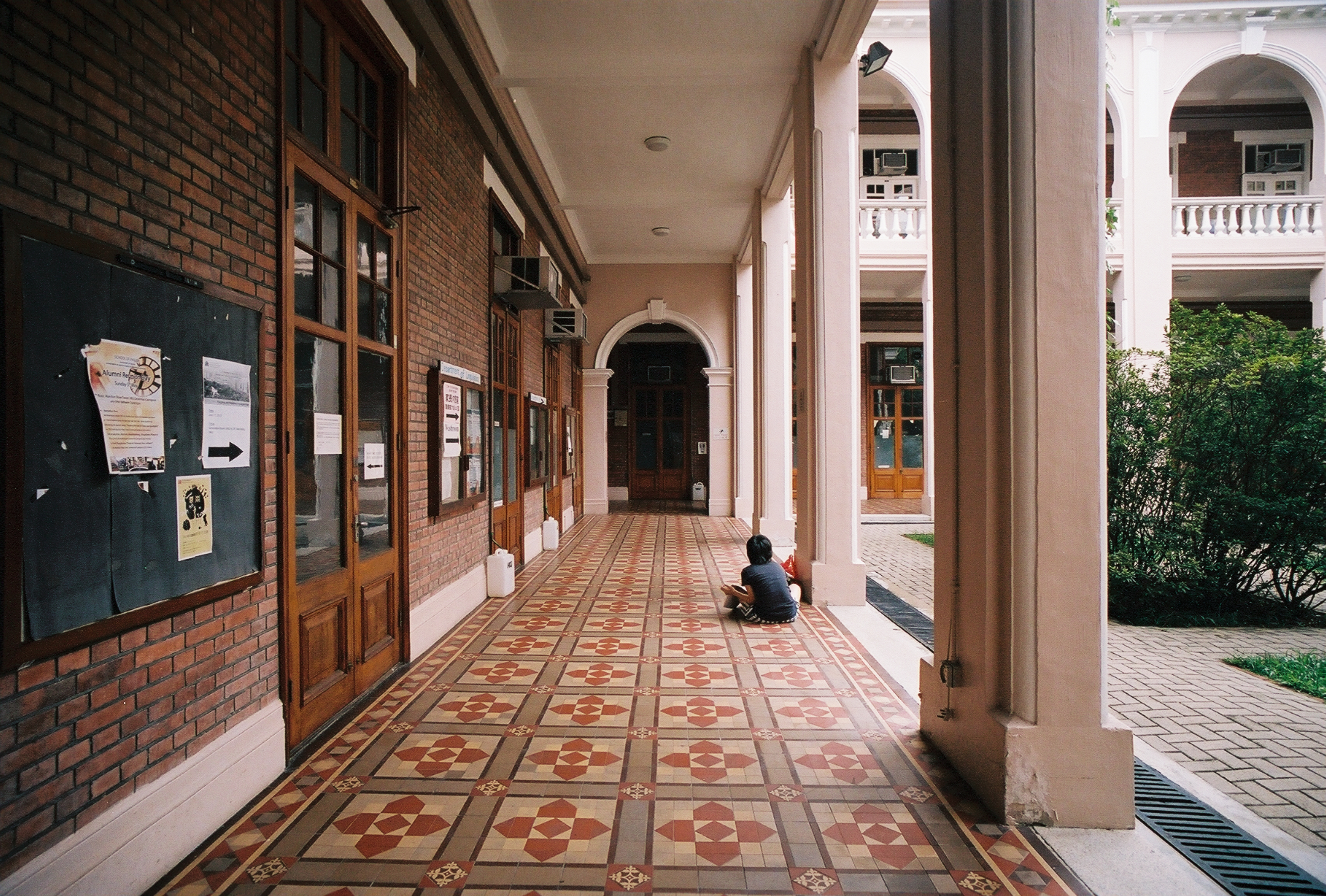
影片在香港大学本部大楼为爱国话剧表演取景，原著作者张爱玲在1939至1942年期间曾在香港大学就读

- 香港：列三級片，未成年人不允許觀賞，此片在香港上映了158分鐘的完整版；香港因為是最早正式上演《色，戒》的地方之一，電影公司為防止有人盜錄，破天荒派出大量人手，檢查所有進場觀眾的手提包，情況猶如登機，一度引起非議。而在無綫電視明珠台的明珠930播映時，為PG家長指引版本，部分露點片段遭刪除。
- 臺灣：限制級，未滿18歲禁止觀賞。電影一刀未剪過關，與美國和香港同為完整上映的158分鐘版本。[21]
- 新加坡：最初在新加坡被列為NC-16（不滿16歲禁止觀看），148分鐘[22]，些許性愛鏡頭被剪除，後鑑於刪減版引起當地觀眾不滿，新加坡重新放映一刀未減的158分鐘版本，並被分級為R-21（21歲以下禁止觀看）。
- 马来西亚：限制級，143分鐘（剪去14分鐘）。影片中刪減部份性愛鏡頭。李安知道馬來西亞比較保守，先自行剪去了約11分鐘，但馬來西亞電檢局再剪去約3分鐘的鏡頭。[23]因此引起當地觀眾不滿。

### 日韩地区
- 日本：于2008年2月在日本上映了完整版。日本歌手中孝介演唱了《色，戒》日本版主题曲《夜想曲～nocturne》，这首歌表达了男女主人公摇曳不定的心情。
- ：内容没有被删减，但被映像物等级委员会评定为18岁以上观众才可观看。此片于2007年11月8日在韩国第一次上映时观影人次达到200万，于2016年11月10日重映了数码重制无删减版本。于2025年1月在韩国最大的连锁电影院品牌星聚汇独家上映。[24]

### 欧美地区
- 美国：被分級為NC-17（17歲以下禁止觀看）。負責審核的美國電影協會（MPAA）以「部分情節瀰漫著露骨與圖樣式的性行為畫面」為由做出此決定。李安表示他不會刪剪部份鏡頭以求換取美國電影分級的R級。發行商焦点影业則表示，雖然他們會喪失許多商業廣告的營利，但也尊重此裁決。[25]
- 英国：于2024年2月26日起在英国伦敦、剑桥、伯明翰、纽卡斯尔、利兹、利物浦等地上映，作为2024年9月9日至29日举行的英国Odyssey电影节的预热。
- 德国：于2007年10月18日在德国上映了完整版，在德国上映期间大部分电影院上映了德语配音版，一些电影院也上映华语原声加德文字幕版本。
- 法国：于2008年1月16日在法国上映了完整版。《色，戒》在法国的影片分级没有受到诸如美国NG-17的制约，在法国上映时只是注明“影片含有明显的性爱镜头”。对于法国人来说，性和暴力是真实的人性展现，不需要刻意回避[26]。

## 争议

### 价值观争议
导演李安和原著作者张爱玲通过王佳芝和易默成的情爱和性爱关系刻画了中国抗日战争的历史面貌，但是李安和张爱玲对这一历史时期所持的观点和立场引发了华人社会的巨大争议。在原著中，张爱玲用了“原始的猎人与猎物的关系，虎与伥的关系，最终极的占有”来形容易默成与王佳芝的关系。在此片中，代表重庆国民政府势力并指挥和领导王佳芝、邝裕民等人的情报工作人员领导者老吴在战争中的决策让王佳芝陷入内心的巨大痛苦之中，而老吴并不真心地关心王佳芝的心理防线濒临崩溃的状况，他在影片中始终利用王佳芝和她的朋友们来实现他的利益和追求。导演李安刻画的汪精卫政权特工总部部长易默成，在中国抗日战争中不但选择投靠作为侵略者的大日本帝国，更作为一个杀人如麻的刽子手残酷折磨并杀害中国的抗日分子和爱国知识分子，这样的人物形象让易默成成为华人社会意识形态所极为不齿的“汉奸”，然而李安在刻画易默成如豺狼般黑暗残暴的同时，也刻画了他身上富有人性而绝望压抑的一面。在影片中，易默成尽管投靠日本，但是他的办公室和日常生活中仍然充满着孙中山照片与其墨宝、中华民国国旗和中国国民党党旗、中山装等意蕴丰富的元素，象征着他对中华民族的国族认同和对孙中山的政治认同，影片中还有他和重庆国民政府关系复杂、暗通款曲的暗示。王佳芝最后的决定是“小我”战胜了“大我”、“情感”战胜了“理智”，一直到王佳芝和同伴被处决时也一脸淡定平静，更是极具颠覆性。导演李安在张爱玲原著的基础上进行考据、改编和扩充从而创作了此片，而李安和张爱玲对于中国抗日战争中各方势力“忠奸难辨，真伪难分”的形象塑造和重在以女性主义的视角展现人性在战争中的幽深复杂，表達了「愛就是不問值不值得」這一主題，这在以抗战为时代背景的华语电影乃至华人社会文化、艺术、历史界的思想讨论中极为罕见。

### 东西方口碑差异
本片的文化背景和时代背景都非常中国化，因此西方观众和影评人对于此片许多重要情节、台词和镜头常常会忽略或者误判，诸如本片重要而长时间的麻将戏，本身就涉及到中国麻将术语和规则，而上海麻将还有“双龙抱柱”等花样，理解麻将戏台词背后的深意和隐喻更是需要对当时的时代背景和中国历史文化有深入的了解，因此许多出身于欧美文化背景的专业影评人在评论此片的时候都常常会产生误解。西方观众误读麻将戏极为普遍，原因是大家都把麻将桌上的对白当成了闲聊，没有听出弦外之音。官太太们对物资紧缺的抱怨暗含了对时局的描述，而她们提及的钻戒更是点了题，当王佳芝后来看到一颗六克拉钻石时，第一反应就是“鹌鹑蛋”，这个颇具讽刺意味的比喻便起源于麻将桌。很多西方人会误解片中刺杀老曹的戏份。在此片上映期间，几乎没有美国影评人正确理解邝裕民等岭南大学学生在香港杀死易默成下属老曹的原因。影片交代老曹威胁要告发他们来敲诈勒索钱财，这些学生逼不得已只好刺杀他，而美国影评人普遍理解成了学生谋杀了易默成下属。许多西方影评人还将王佳芝从香港去上海误解成是为了追易先生，而没有理解影片对于时代背景的交代。此外，文化语言的鸿沟也令西方人难以理解原著的深刻内涵，诸如“不吃辣的怎么胡得出辣子？”这句小说结尾的俏皮话中“吃辣”和麻将“胡牌”一语双关的含义，在原著小说的英文译版、德文译版中基本未能体现。未能准确理解麻将戏作用和在原著中比重的西方观众和影评人往往认为影片的麻将戏太过冗长。曾任上海大学影视学院教授的石川认为“《色，戒》在美国属于小范围上映，很小众，票房一般”“《色，戒》的艺术表达太中国，并不能被美国的价值观所理解”。

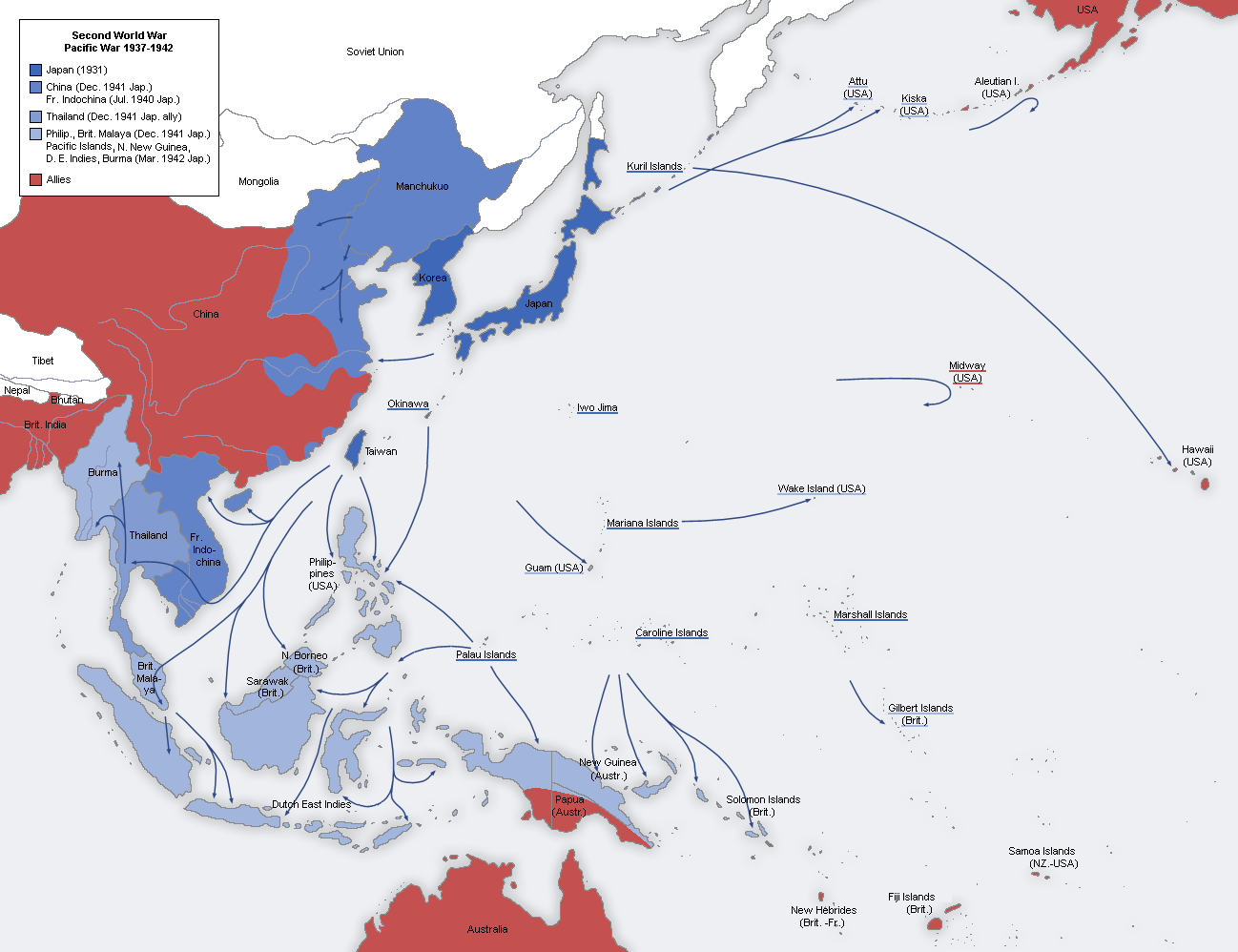
1942年中旬日本的推进状况，此时上海已经被日本占领近五年之久

此片的历史政治背景涉及了汪精卫政权时代各种影响中国政局的政治势力微妙而复杂的关系，而此片上海戏份发生在1942年，时代背景是第二次世界大战中日本在中途島海戰后的战争形势节节败退、败局已定，大日本帝国及其扶持的傀儡政权南京國民政府即将瓦解覆灭，动荡不安的中国正处于历史重大转折和巨变的前夜，这是令没有深入了解中国历史尤其是中国近代史的一般西方人难以理解的，加拿大《环球邮报》的影评人便坦诚对此片一些含义丰富的地方“能感受到，但不能猜出其含义”。而在意大利极具影响力的《晚邮报》认为“《色，戒》是一部主要表达性的电影”，意大利主流媒体这种对于影片内涵的解读是相对偏颇的。《好莱坞报道》等欧美知名电影刊物认为影片情节过于冗长、节奏缓慢，故事不吸引人。德国《南德意志报》在此片于德国上映期间的报道重点关注影片的性爱场面，该报认为影片的性爱场面来得太迟了，导演李安在男女主角的性爱之前安排了相当长的铺垫，这种对性爱的铺垫在《断背山》中导演就有所涉及。
电影《色，戒》在北美的票房、口碑和关注度与话题度远远不及华人社会和韩国，北美票房仅为亚洲票房的10%左右。

### 性爱镜头争议
性爱是《色，戒》所探讨的重要主题，这也照应了“色，戒”的“色”。在原著中，张爱玲就通过王佳芝之口的“权势是一种春药”“到女人心里的路通过阴道”分析了权力和性爱，表达张爱玲对女人和爱情的观点。在电影版中，出于表现王佳芝的性心理和推进故事情节与人物关系发展的艺术创作需要，导演李安拍摄了王佳芝和同学发生性关系以获得性经验从而色诱易默成的床戏和易默成与王佳芝在不同阶段所进行的三次性爱的场面。这些性爱镜头十分裸露、尺度大胆，演员湯唯三點全露，而梁朝伟則是露出睪丸及部分陰莖。李安导演表示很少有影片像此片一样有如此繁多和激烈的床戏。本片导演李安、演员汤唯和梁朝伟因为拍摄这些性爱镜头在华人社会和国际影坛蒙受了巨大的争议。在华人社会传统的儒家文化当中，在公开场合展现性行为被视为忌讳，中国大陆媒体《红网》便对此评论称，儒家思想认为“身体发肤，受之父母”“发乎情，止乎礼”，拒绝色情以含蓄为美是东方文化的审美趣味。许多德国媒体也认为《色，戒》已几近走入色情电影的边界线了。李安导演谈及这些性爱镜头时表示，性爱本身不仅仅是一个身体动作，更可以激起化学反应、激发爱情和亲密感，是艺术表现的宝贵资料。影片中的男女主角虽然不知道什么是正确的爱，但是他们知道彼此很需要。
编剧王蕙玲表示，李安试图从人体美学让人们看见三场床戏主客易位的复杂关系，情欲人生因而有了对照与对话。
中国大陆的文化宣传部门认为演员汤唯通过这部含有大尺度的性爱镜头并且价值取向在中国大陆极富争议性的电影而成名，会对中国大陆的社会舆论产生不良的示范作用。在2008年3月，有报道指中国大陸影媒正式「封殺」《色，戒》主要電影工作人員，其中包含該片導演李安與女主角湯唯。汤唯拍摄完此片后暂别了演艺圈，直到其2009年拍摄《月满轩尼诗》才重返影坛。

### 影片出品國争议
该片是由李安在臺灣登記的「海上影业有限公司」联合美国焦点影业、河流道娱乐事业、香港银都机构有限公司、上海电影集团公司出品。导演李安来自台湾，主要演员来自包括中国大陆、香港、台湾和美国等在内的多个国家和地区。影片拍摄地点包括上海、浙江、香港以及马来西亚槟城和怡保。
本片在角逐威尼斯影展獎項的報名表上載明為「TAIWAN」，公布競賽片入圍名單時的參賽國卻被大會標為「中國－美國」。接著，威尼斯电影节又在其官方网站将影片改为“美国－中国－中国台湾”电影。台湾行政院大陆委员会认为是由中国向主办方施压所致，並透過駐義大利新聞處向主辦單位抗議，要求將國名改為台灣。台湾行政院新聞局表示「明明就有李安的『海上』製片公司參與製作，導演李安是台灣人，片中台灣演員超過1/4，不是台灣片是甚麼？當然算台灣片！」負責發行的「博偉公司」則表示，按照威尼斯影展慣例，導演的國籍決定影片的出處，李安至今仍只拿中華民國護照，所以當然是台灣的作品。李安特助李良山也表示坎城、威尼斯及柏林3大影展皆以導演國籍確定電影出處，李安代表台灣當然沒問題。在影片发行商與李安的抗議下，影展大會官網已緊急將出品國更正為Taiwan（台灣），確定本片代表台灣競逐金獅獎。。之後，威尼斯影展官網以"USA/China/Taiwan"三國並列。
影片上映后，此片以台湾名义申請參賽角逐奧斯卡獎，但由于组委会认定影片没有足够多的台湾方面工作人员，不能被认定为台湾电影而被取消參賽最佳外語片獎資格。

### 侵害名譽爭議

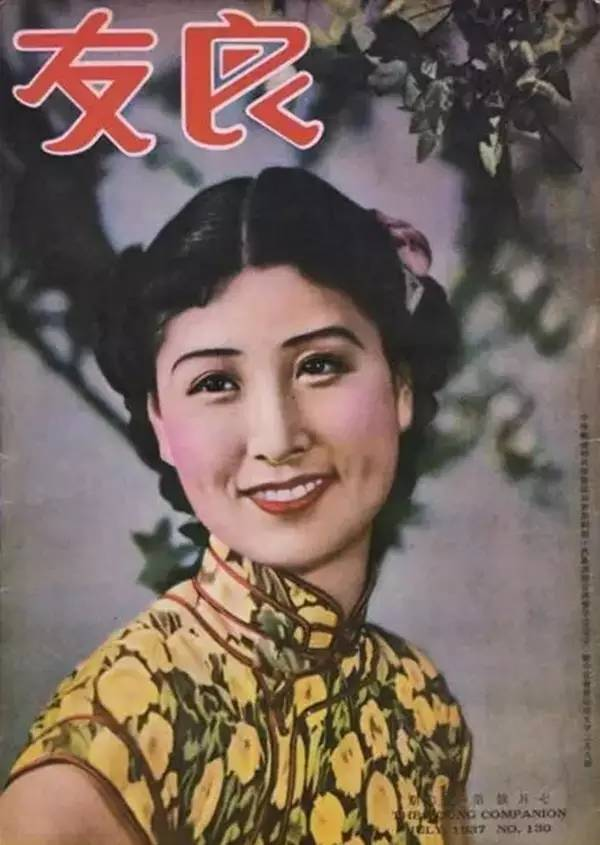
《良友画报》第130期封面上的鄭蘋如（1937年7月）

張愛玲的小說常被指與其當時的時代氛圍有暗合成份或投射性，因此是次重拍也再度引發了一些揣測。有媒體從兩名主要角色的姓名及背景來推測，電影劇本的構思來源可能與中統特務鄭蘋如奉命密謀刺殺丁默邨殉職的事件有關。雖然原著小說中的易先生並沒有名字，電影對白中亦沒有提到名字，但有幾個電影畫面卻暗示了易先生的名字是易默成。
中華民國法務部調查局則表示，鄭蘋如與丁默邨均真有其人，但鄭蘋如專業、不似王佳芝多情。就連王力宏飾演和女主角有緣無份的鄺裕民，在真實版中鄭蘋如的男朋友王漢勳，同樣因為刺殺任務，無法與鄭相愛相守。調查局甚至一度在飛機場等候，在李安一抵達台灣為電影做宣傳時，邀請李安參觀調查局；不過，因行程原因，未能成行。至於有相關色彩性的故事被拍成電影，則造成了真實事件中女特務的家人大感不滿，認為破壞亡者的名譽。鄭蘋如的胞妹鄭天如更暗指電影本身有如早期的「小電影」（指色情小電影），而故事中主角之間的感情則來自張愛玲與胡蘭成之間的愛恨元素。
2007年9月13日，鄭天如（時年80歲）在美國洛杉磯召開記者會，指稱該片的「女特務色誘漢奸」情節已讓她的家人蒙羞。她說：「我一看過一疊報紙，有些講得很難聽，我一看就是心疼得很，因為跟那事實不符。」她又說，她不是衝著李安而來，只是單純想要討回清白。
對於相關爭議，電影改編編劇王蕙玲對此表示，她不認為《色，戒》的小說是鄭蘋如的故事，因為這個故事在張愛玲心中已經醞釀20年了，張愛玲寫的時候早就跳脫了那個年代。而李安看法則跟王蕙玲相同，李安表示：「王佳芝其實是張愛玲自己的投射，不希望大家把電影和鄭蘋如的忠貞報國連在一起。電影終究是藝術創作。」

## 评价和解读

### 正面评价

#### 华人社会

##### 电影界
中国大陆演员章子怡认为“电影中的爱情像冰锥，滴水成晶；犀利、通彻凝结，瞬间的爆发却近乎陨石俱碎！温文儒雅的李安，本真是一团火，来势汹汹，不容你有半点喘息的余地”。章子怡认为电影永远没有十全十美，而《色，戒》近乎完美。
香港演员周润发表示他给这部电影99.9分。他认为“男、女主角同导演表现都令人满意，特别是伟仔演内心戏好有层次，但这部戏拍得太压抑，令人看得很沉重，我老婆都说看到有透不过气的感觉”。
马来西亚演员杨紫琼表示“看完《色，戒》之后真是好喜欢，题材大胆，中国人一向保守，特别在色情方面，但这部戏不色情，感觉十足欧洲片，真是很佩服他这份勇气。而里面的性爱场面亦是必要的，这样才可以描写男女主角的心理变化”。
香港导演王家卫认为电影《色，戒》“没了梁朝伟，会差别很大，这个电影，梁朝伟的表现决定了电影的成败”。
台湾导演李岗认为“李安拍《色，戒》，某种程度上，是想给世界看另外一个中国：‘他不做，那个时代就过去了，那段记忆就过去了——中国人曾经有过这样的高度。’”李岗表示，他和哥哥李安都是台湾的“外省人”，李安拍《色，戒》，给自己身上压了一种责任，“他有一个关于文化中国的梦想”。
北京电影学院教授郝建认为电影《色，戒》是一部伟大的黑色爱情片，是李安的呕心沥血之作。这部电影有大量的明暗对比，叙事和视觉是黑色电影典型的风格和主题。电影的主题并不是“鸽子蛋”钻戒，而是一个女性身体觉醒了，为了爱人而不顾一切。这部电影革命性地探讨了国家和个人的关系，这和李安在“父亲三部曲”（《推手》《喜宴》《饮食男女》）中探讨和解构父权是一脉相承的，因而具有极大的争议性。
香港资深电影人文隽表示“想不到给一个生于台湾，在美国成长的李安，给我们恢复那个上海面貌！我认为，只要是上海人，看到《色，戒》中出现的上海街景，都应感动”。
香港影评人列孚认为张爱玲的世界是个强势世界，它的感情只有她极端地拥有，它的人只能是“他”和“她”而不是“他们”和“她们”；它容不得俗，容不得重复，容不得阳光，容不得普通。它要去至极致。你要进入她的世界便得要与她产生同样的发不容间的紧密和灰色的带有某些憔悴的堕落。李安是看到了的。只是，李安不甘于只是看到，而且要通过感官来做到。《断背山》也只是一个短篇，他这次不过是再一次发挥影像所长，于是，就出现前面所说的、原本只有一句话的却变成了全片焦点所在的感官冲击。
香港影评人李焯桃认为李安在这部电影中最大的突破，正是勇于探讨极端处境下的人性，直视人生中性、暴力与死亡的真面目而不怕难堪。张爱玲的原著主要忠于王佳芝的主观角度，多女子心理细眉细眼的盘算，少男性江湖老谋深算你死我活惨酷斗争的刻划。《色，戒》的改编便有点反其道而行，易先生的角色固然立体得多，上述奇笔亦突出了特务斗法的波谲云诡，同时多了一重反讽——行刺计划原来注定不会成功，王佳芝转念助他脱险的“快走”两字变成纯粹爱的证言，可惜易先生却更形格势禁而必须痛下毒手。

香港影评人岑朗天认为张爱玲的王佳芝是属于当下的，李安却让她憧憬未来，李安的王佳芝是一个更易理解代入的王佳芝。

香港影评人汤祯兆认为影片最后的放人场面确是重要的反高潮，因为那时候王佳芝已完全明白到自己与易先生的依存关系──没有了易先生，她什么都不是。究竟那是胜利后的彻底虚无？还是其他？不过，大时代下女人的悲哀，大抵也离不开主角身分原来也不过如是。

台湾资深影评人蓝祖蔚认为导演李安钻进了张爱玲的文字底层，将原著中微妙的角色心情重新注解，挖出了意在言外的暗香，翻转出满室扑鼻的惆怅与幽恨。
第44届金马奖评审、台湾电影人黄建业认为“李安在《色，戒》中对剧情、演员、场景都有不错的处理，整体感很好”“梁朝伟表演细致，剧情诠释很漂亮，有新突破、新面貌”。
台湾影评人膝关节认为，从电影《倾城之恋》《红玫瑰白玫瑰》《怨女》到《半生缘》，就算是长篇的电视剧《金锁记》都陷入了写实的影像难以超越想像的文字，光从这一点，几个大导演都做不到，反观李安用了张爱玲最少的篇幅（28页），却拍了近2个半小时的史诗格局影片，强化了情欲的困斗，也成了目前唯一最受好评的张爱玲之作。
台湾影评人黃以曦认为，李安的《色，戒》呈现了一个层层包裹起的秘密世界，既是故事里的计画本身，也是人之试着反身对自己建构起整幢虚构。他们住了进去，再出不来。电影有着足够的距离去看到整个时代与人们生存处境的全景，却又能找到缝隙钻入，耙梳每一缕激情与亲密感，不只是人与另一人之间的，更是人之于此一时空任何可能的自己。梁朝伟和汤唯亦给出了充满说服力的表演。

##### 文学界
北京大学中文系教授张颐武认为，这部电影有一种异乎寻常的压抑感，让人感受到生命和世界之间的无尽的无奈和无尽的沧桑。影片表达的那种丰富的内涵可以让不同的人都得到自己的感受。它所指向的人性的幽深和复杂，所揭示的对于中国人来说难以逃避的艰难都让人无法不受到触动。二十世纪的中国人在这种严峻中没有发展他们自己的“个人”的世界的机会。
中国大陆作家蒋方舟认为此片的情节台词“草蛇灰线”，她看此片的麻将戏时每看一遍都能发现新的情节线索。
中国政法大学教授朱伟一认为电影《色，戒》是“闪烁而又很微弱的光亮”。人世间可以是很黑暗的，需要光亮，需要温暖。哪怕只有那么一点点的温暖，那也是伟大的力量，远比轰轰烈烈的伟业更加具有生命力。张爱玲的生命和作品是这种微弱的光亮，李安的《色，戒》是这种微弱的光亮。
中国大陆作家雷晓宇认为，李安把张爱玲几十年涂涂改改写了又藏的东西，一五一十都拍出来了，而且拍得毫不手软，如同跟随王佳芝坠入了那个神秘的潜意识的深渊，无法得救。亲情、友情、爱情、信仰、理想......人活着要倚赖的几乎所有重大系统，他一一下手，拆解个遍。但李安又不是张爱玲。最后王佳芝从珠宝店里出来，失魂落魄，遇到个拿着风车的快活车夫。注意看，车夫背后的号衣编号是1023——这是李安的生日。王佳芝，不，张爱玲，她的人生实在太绝望了，李安忍不住要在她的临死关头幻化成天使，给她一点温存和希望。
文学家金庸将此片和同为李安执导的华语电影《卧虎藏龙》进行比较，认为“章子怡演不了王佳芝，汤唯美讲不上，是可爱的。但看得出，比起当年的章子怡，李安拍汤唯，拍得很辛苦”。
香港作家陶杰认为“华人社会经历政治和道德压抑，早已长期枯竭，出现了一个‘飞越疯人院’的国际导演李安，上承张爱玲的才华，拍出了一部动人的作品，寓意丰富，层次细腻，左顾右盼，横岭侧峰，自然引起谈论”“《色，戒》的边缘颓唐的罪恶之美，在这个世界，除了李安，大概无人可以诠释，选择改编张爱玲这部作品，太大胆了，亦唯有艺高如李安者，令人期待”。
香港作家馬家輝认为，《色，戒》里，张爱玲把她的问号写成答案，但不管是买皮草抑或买钻戒，女人的感动都可以是一样的真实，在电光火石的刹那，王佳芝觉得自己与易先生之间有爱；因为有了爱，便可改变一切、弃绝一切，因为，爱值得一切。
香港岭南大学中文系教授许子东认为此片选取的“感情战胜政治”这一创作角度富有新意，他称赞导演李安非常厉害。
台湾中央研究院院士、中国文化研究学者李欧梵认为李安细腻而真实地还原了中华民国大陆时期上海的都市文化，但当时历史的特殊环境并不允许太浓厚的浪漫爱情存在。李歐梵在談及《色，戒》時說：「我可以斗膽地說一句，改編後的《色，戒》比張愛玲的原著更精彩」，「電影《色，戒》較之原著小說，更令我感動，它也使所有改編張愛玲小說的影片遜色。」他在其讨论此片的专著《睇色，戒》中表示他认为李安的改编比张爱玲的原作更令人感动，但在历史层面，张爱玲和李安都未能直面日据时期的历史对中国人的沉重痛楚。
台湾作家、学者龙应台表示她从电影中看出了李安在这场“抢救历史”的行动中所具备的“人类学家”的求证精神和“历史学家”的精准态度。
台湾诗人簡政珍认为，藉由《色，戒》，李安展示了好萊塢文化去蕪存菁後的電影藝術。电影的悲剧，不在于「色」，也不在于「戒」，而是在其中的缝隙里骚动的「情」。由于是缝隙，「情」的闪现如石缝里的小草，滋长了生命，也滋养了悲剧种子。

##### 媒体界
中国大陆《南方周末》报道称“一部《色，戒》把李安拍得心力交瘁，同时也让他在三年里两夺威尼斯金狮奖。李安的导演生涯因为《色，戒》达到了新的高峰，李安也因为《色，戒》拓展了世界华人电影新的疆域。海内外对《色，戒》的讨论逐渐升温。《色，戒》毫无疑问是2007年最重要的文化现象之一”。
中国大陆《三联生活周刊》报道称“女特務，情欲與愛欲，陰謀與情感糾葛......這就是李安的《色·戒》，而它的背後還有張愛玲遺落在上海的愛情與碎夢。萬宜坊的美豔女特務與靜安寺路的公寓作家，在某些地方居然有相似之處”。
中国大陆记者孟静认为，我们的史官习惯于按照道德标准记载正面人物的言行，却没人来解剖另一种心态，使得后人永远只能看到单面的历史。
香港资深媒体工作者邱立本认为此片了颠覆了华人社会对于抗战的历史论述，也超越了原著张爱玲小说的框架，因而光芒夺目。邱立本认为，此片在缠绵的“小叙事”中彰现了家国命运与时代命运交织的“大叙事”，让此片成为一道人文光束，照射历史的盲点，也照出人性幽微的角落，成为一股启蒙的力量。
台湾资深媒体人陈文茜认为李安通过此片展现了掌握大权的最高统治者的无情和虚伪。
台湾资深媒体人蔡康永在其文章《我的李安张爱玲相对论》中表示，他认为李安的電影是善良的、暖的，到头来会让人相信那些最根本的事情，而张爱玲的小说是残忍的、冷的，会到头令人不相信。
新加坡《联合早报》报道称此片的热映显著提升了中国文学在新加坡的影响力和中国文化的软实力。此片上映不久后原著小说《色，戒》的英译本在新加坡就售出了超过1000本，而张爱玲作品的英译本在新加坡此前几乎无人问津。

#### 日韩社会

##### 韩国影评人
在韩国电影评论家李东镇发布在韩国开发研究院的评论性文章中，他认为此片探讨了人类肉体生命和精神自我两者的存在性和价值性，易默成和王佳芝的关系就像共同组成自主神经系统的交感神经和副交感神经一样相互平衡制约，两人在充满恐惧和孤独的战争年代当中相遇，彼此深深吸引并相互理解与依靠，灵魂已经融为一体，因此王佳芝之死会让易默成陷入无尽的悲伤和孤独之中。李东镇认为此片富有争议性的性爱场面是精彩而且必要的，导演李安在性爱场面中通过易默成和王佳芝的肢体动作表现了两人内心欲望的碰撞和纠缠，这种“床戏武拍”的艺术手法和李安在他的名作《卧虎藏龙》中通过李慕白和玉娇龙在竹林打斗的肢体交锋表现人物内心欲望的碰撞和纠缠的内核是一致的。
韩国《大田日报》记者金达浩认为本片针对“爱情甚至能把人的信仰和信念都摧毁吗？”这一问题给出了一半的答案。

##### 日本影评人
日本电影新闻网站“CINEMA FACTORY”记者平井景认为梁朝伟作为享誉国际的知名演员在本片中演技一如既往的出色，而汤唯和王力宏作为当时的影坛新人在影片中的表演也十分出色。
日本的华语电影翻译家水野卫子认为原著和电影版最大的区别是原著中张爱玲冷漠地看待男女两性的情爱和性爱，在张爱玲原著中易默成和王佳芝并没有产生爱情；而李安导演则刻画出了两人在黑暗岁月中真挚动人的爱情。

#### 西方社会

##### 威尼斯电影节
尽管此片对于不熟悉中国历史和文化的西方观众而言因为文化差异而普遍难以理解，然而在西方电影界顶级专家心目中电影《色，戒》是一部极为优秀的作品，此片在威尼斯电影节中广受好评。第64届威尼斯电影节评委会主席张艺谋表示评委们都很喜欢这部电影，认为它是本次电影节最完美、最完整的电影，李安将多国资源很好地整合在一起，因此评委一致同意将金狮奖颁给此片。此片在威尼斯电影节首映后，全场观众起立鼓掌近10分钟。
在颁奖典礼上，李安向安坐于舞台一侧的7位评委致敬：“当我接到评委的邀请重返威尼斯时，我从来没有考虑过我得到了什么奖。拍摄《色，戒》这部影片对我而言相当困难，也让我痴迷于那个神奇的年代，是你们（7位评委）让我回到了现实中，我感谢你们。在我眼中，你们就好像‘七武士’一样！” 最后，李安照例用中文发表感言，他说：“希望这个奖项和所有的华人分享。”

##### 美国影评人
在美国电影评论家Christy Lemire发表于美联社的评论性文章中，她认为影片虽然有一点点冗长和拖沓，但李安仍然通过《色，戒》给观众展现了一种优雅的美，而片中汤唯精彩的表演已经让人完全看不出这是她在银幕上的处女作。
在美国电影评论家Mick LaSalle发表于《旧金山纪事报》的评论性文章中，他认为此片的时代背景是旷日持久的中国抗日战争已渗透到中国社会生活的方方面面，战争的痛苦让包括性爱在内的一切都彻底扭曲；在那样一个充满死亡和极度压抑的战争年代，象征生命的性爱是最诚实和最暴露的表达方式。
在美国电影评论家Ken Fox发表于《电视指南》的评论性文章中，他认为李安导演完美捕捉了夹在东西方之间、被该国的历史宿敌（指日本）占领并处在翻天覆地革命前夕的中国令人震撼的细节、纹理、视觉和声音。
在美国记者Desson Thomson发表于《华盛顿邮报》的评论性文章中，他认为《色，戒》是一部以日本占领下的上海为背景的“黑色爱情片”，它有力地证明了爱情是一种凝聚人心的超然力量，无论观众认为他们的关系有多么违背世俗伦理。李安导演承袭《午夜守门人》、《与陌生人共舞》、《蝴蝶君》和《烈火情人》等电影的传统创作了一首感人的爱情颂歌。在这些戏剧中，情人在道德上是有问题的，他们的爱成为唯一的优雅音符。外界将他们压得越逼仄窒息，他们就越粘在一起，就像从高处坠落的受害者一样。观众们也被痛苦地卷入其中，为此感到同情而不是谴责。
在美国演员佐伊·索尔达娜发表于《纽约时报》的采访中，她认为汤唯在《色，戒》中的演出是她1980年代以来看过的最佳的、最迷人的表演。在这场凄美悲怆的虐恋中，渴望爱情的王佳芝在她应该杀死的敌人那里却发现了爱，影片中肉欲的肢体接触令她惊艳。

##### 欧洲影评人
在英国作家和电影评论家彼得·布拉德肖发表于《卫报》的评论性文章中，他认为李安导演通过本片所传达的主要是战争对人的异化和男女主角如牙齿般紧紧咬合的情感。
在英国演员休·格兰特发表于演员工会-美国电视和广播艺人联合会的采访中，他表示这部电影很性感，他非常喜欢这部电影。

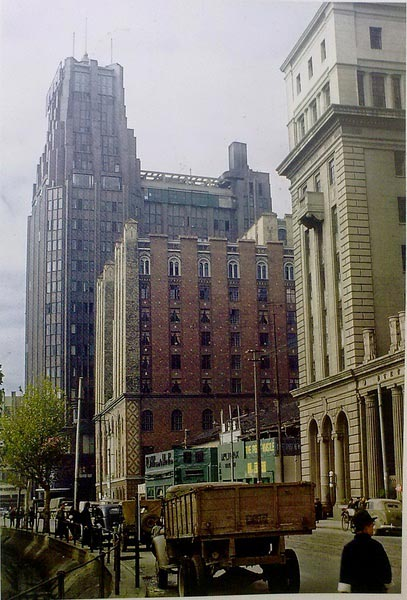
1944到1945年之间的上海静安寺路（今南京西路），此片的上海街景还原了1940年代初期的上海南京西路

在法国著名影评人让-吕克·杜万发表于《世界报》的评论性文章中，他认为此片的人物需要隐藏自己，正如李安导演本人的人生经历中需要在不同的社会和文化环境和东西方文明中进行自我掩饰和否定一样；而此片描绘的爱情正如其名作《断背山》中发生在1960年代美国怀俄明州两个牛仔的同性恋情一样受到社会规范的强力阻碍，影片充满着李安式的风格。
在德国著名影评人Joachim Schätz发表于电影评论网站“filmzentrale”的评论性文章中，他认为这是一部符合好莱坞特工惊悚电影规则的类型电影。尽管导演李安的作品在不同的文化、题材和历史时期中自由穿梭，但是他的作品始终充满着李安式的风格——缓慢的叙事节奏、景别适中的室内演出和细节的精确细腻，李安在这样风格的情节剧中演绎人物压抑的故事和隐忍的情绪。
在德国著名影评人Joachim Kurz发表于电影评论网站“Kino-Zeit.de”的评论性文章中，他认为李安导演在此片中和其名作《断背山》一样都表现了不可能的爱，《色，戒》中的社会环境让男女主角的爱情注定像《断背山》中的爱情一样不会有好的结果。
曾为《法兰克福评论报》文化版主笔电影评论的德国资深影评人丹尼尔·克腾殊特认为，李安的《色，戒》是人类共通的，它是经典的电影叙事之作，没有什么国界之分。性爱的挣扎背后是欲望、爱情、权力、政治的一场象征意义交锋，情欲在此是隐喻的平台。

##### 澳大利亚影评人
在澳大利亚著名影评人Philippa Hawker发表于《世纪报》的评论性文章中，她认为此片是一部节奏缓慢而残酷无情的悬疑电影，此片铺垫九十多分钟才出现的露骨性爱镜头在片中风云变幻的政治形势和高压隐忍的社会氛围之中显得十分突然而且与大环境的对比强烈，表现了欲望和暴力的共存。影片的高潮以毁灭性的方式爆发，并在爆发之后又回到了那个时代深层的肃杀之中。影片展现了人类知识与意识的模棱两可和做出决定之时因为动机、情感、知识、意图而产生的不确定性。

##### 独立电影平台
电影界权威的独立电影平台“IndieWire”将此片评为“21世纪最性感的25部电影”的第13位并认为李安导演在这个间谍故事中通过性爱的力量展示了人类欲望和情感的复杂性。

### 负面评价

#### 华人社会

##### 李安导演电影
中國傳媒大學學者劉建平认为此片是「給漢奸整容」，「給維護民族精神的主流文化敲響警鐘」。
曾在中国社会科学院工作的中国大陆学者黃紀蘇批评此片「用肉色混淆了中國近代的大是大非，用肉色呈上西方主子喜愛的小貢品」，并认为「中国已然站着，李安他们依然跪着」。

##### 张爱玲原著
1978年10月，台湾作家张系国在《中国时报》发表《不吃辣的怎么胡得出辣子？——评<色·戒>》，认为此片原著《色，戒》是歌颂汉奸的文学，而“歌颂汉奸的文学——即使是非常暧昧的歌颂——是绝对不值得写的”。同年，张爱玲写了《羊毛出在羊身上》作为回应，指出其“穿凿附会，任意割裂原文，予以牵强的曲解”。

#### 西方社会
美国权威媒体《好莱坞报道》认为此片中大量精心设计的场景缺乏吸引力，虽然看起来漂亮，但故事性却很差。
美国女性影评人协会认为该片不符合女性主义的价值观，易默成和王佳芝犹如旧上海的亚当与夏娃，该协会认为王佳芝爱上了一名施虐者、强奸者。该协会还将本片评为2007年的年度耻辱影片之一。
美国《纽约时报》称《色，戒》是“一部令人昏睡的、带着历史霉味的剧情电影”。
美国《今日美国》网站将《色，戒》列为2007年年度十部令人遗憾的影片之一。

### 主创自我评价

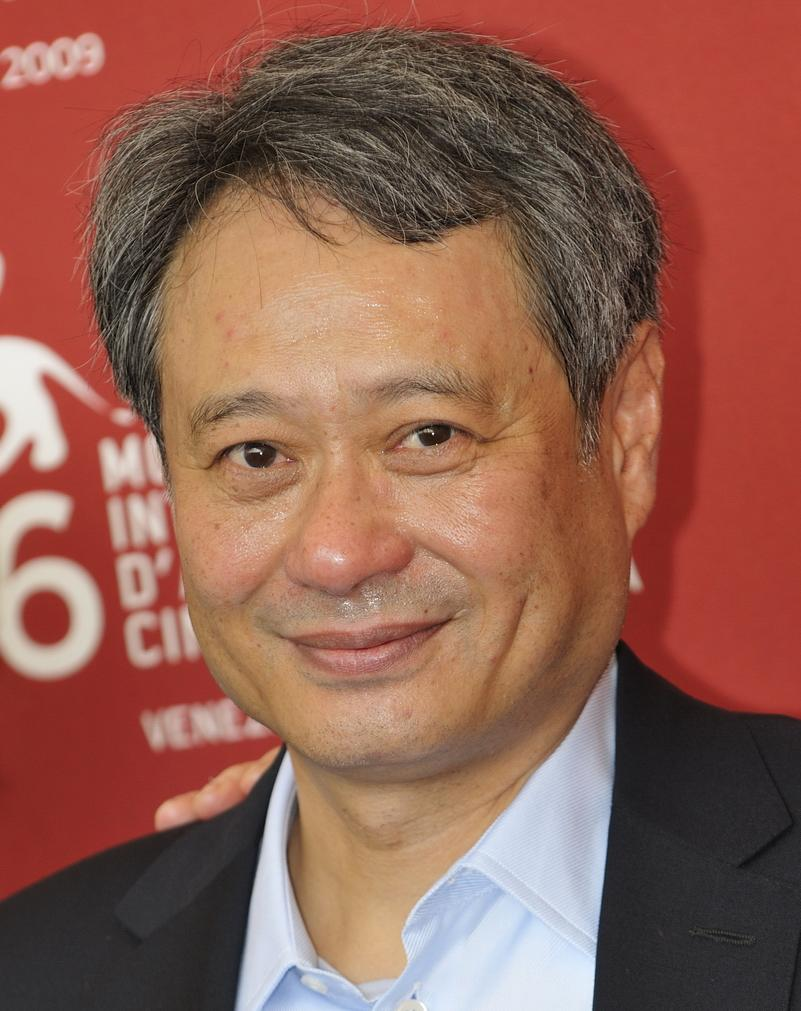
电影《色，戒》导演李安

#### 导演
导演李安在余光中举办的人文讲座上阐明了自己创作此片的艺术理念，称「《色，戒》其实是很大逆不道的，我觉得张爱玲写的时候也是很害怕。故事是用女人细腻的性心理去解构一个父系社会里最荣耀、神圣的事情，但这个女人她不合作，她对易先生说，‘走吧’。就这么一点点儿女情长的细节，几千年父系社会的结构就像被抽掉一根铆钉，瓦解了」。张爱玲的原著这种从女性的角度去看待战争与革命的颠覆令李安感到诱惑和兴奋。
李安认为拍摄此片是为了抢救一段可能会逐渐被人们所淡忘的历史，是为了还原原著作者张爱玲所亲身经历的山河破碎、国土沦丧、积贫积弱、战火频仍的中国近代史的面貌，如果他这一代人不拍后人就没机会拍了。
谈及小说原著和电影的差异时，李安导演称：「我相信張愛玲恨胡蘭成恨到死，我沒有像張愛玲那麼恨胡蘭成，我覺得他品德不太好，但也不至於有切膚之痛，恨到把他寫得一點人性都沒有，這個我也不相信。小說是漸隱式的，很多都蔽掉了，把它填滿後很多東西不能相信。小說可以這樣寫，very smart，電影不能這樣，一個沒有人性的漢奸，我不相信觀眾能看兩個鐘頭，你能引起共鳴嗎？......我不是張愛玲的翻譯，我只是從她小說接收過來表現人性以及對世界的瞭解，我要做出我的貢獻。對觀眾有一個交待。我覺得她對易先生不公平，28頁可以，2個半鐘頭說不過去。」
李安表示，《色，戒》是他用情最深的電影，因為怕感傷所以很少回憶拍這部片的時光。「我特別感激幫我完成此片的演員、工作人員，還有各方面的助力。沒有他們的支撐，以我那時恍兮惚兮的精神狀態，沒有可能完成這部令人騷動不安的電影」。李安一直很希望有人能从表演这个层次上来看《色，戒》。不只是“戏假情真”这个层次，而且进入到演员从投入到着迷的历程中，检视演员人生的“真与假”、“实与虚”。

#### 演员

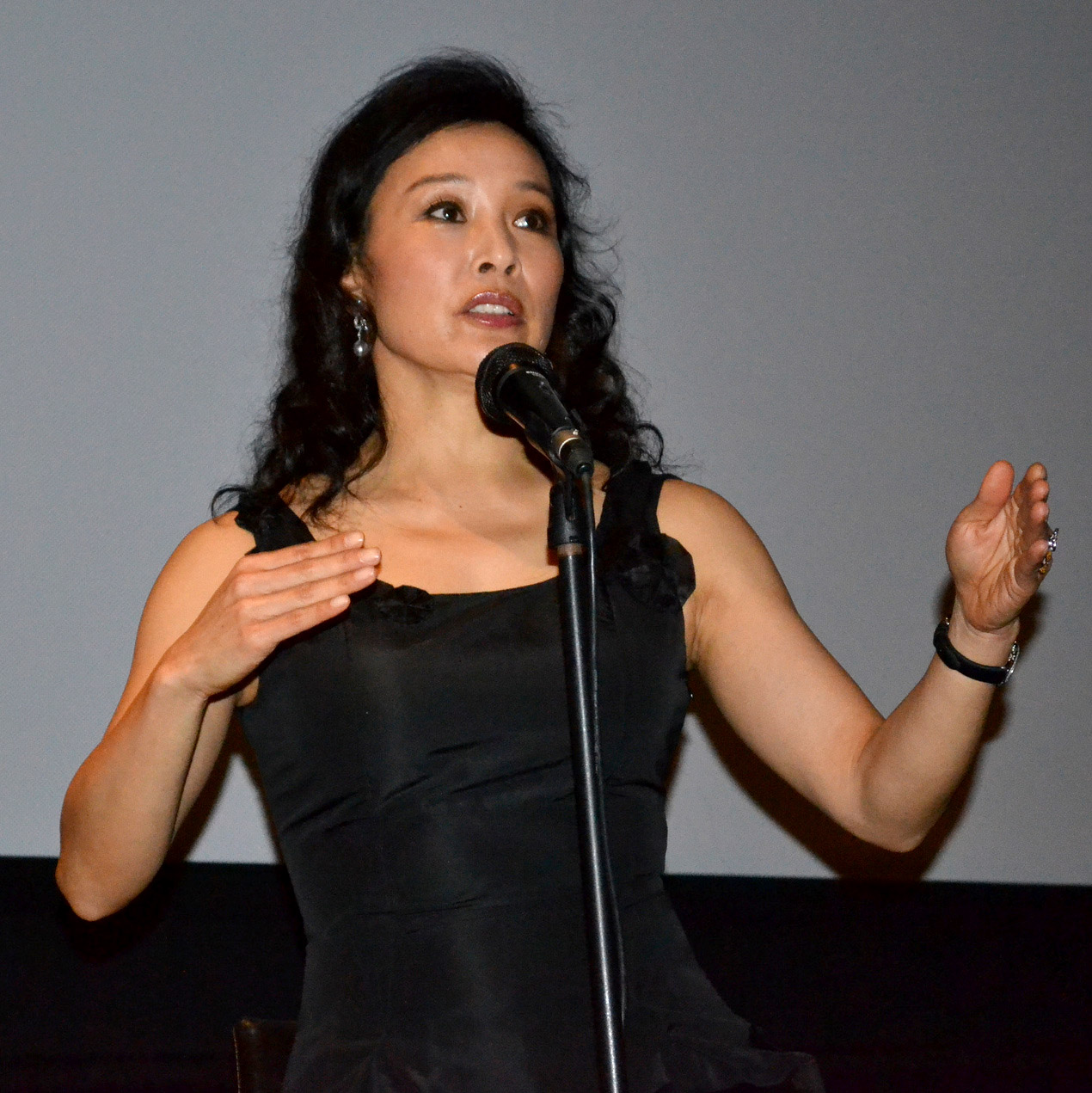
饰演易太太的演员陈冲

饰演易太太的演员陈冲认为《色，戒》里的易先生本来就是一个反英雄人物，她从来不觉得电影企图对易先生做任何美化，电影只是把易先生这个汉奸人性化了。易先生这个人物震撼力在于他的多重性、复杂性。陈冲表示“《色，戒》并不想阐述易先生的政治观点和他理想死亡的过程，只是想让他在这特殊规定情境中遇到王佳芝。在《色，戒》这面镜子里，我们看见的自己是有缺陷和阴暗面的，我们寄予希望的、理想化的情感原来是有污迹的。当我们看见自己假戏真做的高超演技时，深感不适；当我们看见自己戏假情真时的拙劣，又备受感动”。
饰演王佳芝的演员汤唯表示“其实，王佳芝就像和我一起成长的人，是生命里曾经发生过的事情。你深深爱过的一个人，哪怕最后你们分手了，你肯定不会忘记他。有人说得很形象，这就像我的初恋，和王佳芝、《色，戒》谈的一场恋爱，也是和电影的恋爱”。
饰演马太太的演员苏岩认为，《色，戒》中，汤唯、王佳芝、麦太太这三个人到底是谁在演谁，都让人有点分辨不清了，这里面似乎又有一点李安的成长史在里面，李安似乎想告诉观众，戏剧是如何改变人生的，一个人怎么通过表演去完成他的一生。苏岩对影片最后的黄包车戏份感到特别震撼，她表示“此时王佳芝放跑了易先生，她从珠宝店里走出来，叫不到黄包车，好象自己已经不在这个世界上，感觉什么都空了。然后看着橱窗里的衣服一回身，那样一个充满活力的黄包车夫转了三圈之后‘啪’地停在她的面前，然后充满阳光地问她‘上来吗？’，那种反差就让你觉得在那个乱世中还有这样的人？也让你感慨，李安为什么这么了解女人的心思？”。

## 历史文化背景

### 上海

#### 近代

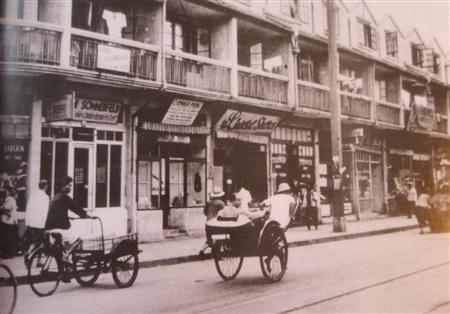
1943年居住着犹太难民的上海隔都，图为熙华德路（今东长治路）

此片的大部分情节发生在1940年代初期日本占领下的近代上海。中华民国大陆时期的上海是中国最大城市和最重要的工商业中心，因為上海公共租界，所以也是西方世界对远东进行殖民控制的通商口岸。作为被中国和西方世界的各种政治势力所盘踞和大量外籍人士定居在此的国际大都会，近代上海深受西方文化的影响，法国、英国和美国的潮流文化在当时不到两三个月便能传到上海。此片中凯司令咖啡馆的白人服务生、珠宝店的印度老板和上海街头带着红头巾的英屬印度交警、虹口的日本人聚集区、流落上海的犹太人排队领面包、流落上海租界街头的俄国女人等镜头都体现了近代上海的海纳百川。

#### 1942年前后

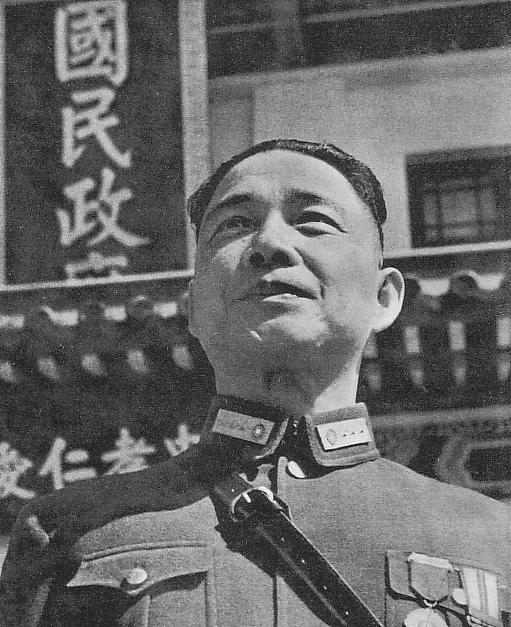
1943年左右，汪精卫於南京國民政府前，匾額刻有「忠孝 仁愛 信義 和平」。

此片中的上海的时代背景是1942年，距离1937年11月上海沦陷已过去五年，而作为二战拐点的太平洋战争已于1941年爆发，中途島海戰後，日本的侵略战争已穷途末路，汪精卫政权更是苟延残喘，正如易默成所言“江河日下，（日本人）跟美国人一开打，就快到底了”。当时上海已无法维持基本的社会秩序，充斥着爆炸和破坏、不正常的贸易、通货的混乱、日本狡猾的渗透、难民的涌入、物价无休止的上涨（1941年上海的物价已上涨至1937年的十倍）、小偷和歹徒、对盗窃等犯罪熟视无睹的警察。一个名叫瓦尼娅·奥克斯（Vanya Oakes）的旅行家这样描述1941年的上海——“上海是邪恶与暴力的城市，是富裕和令人难以置信的贫困并存的城市”“它如今生活在永久性的恐慌和飘忽不定之中”。 这位旅行家在1939年的报道中记录了上海人与侵略者决一死战的决心，但是当她于1941年底回到上海时却感觉到了“中国精神的崩溃”。影片开头的麻将戏中易太太对王佳芝说的“现在的上海啊五穷六绝，肥皂牙膏都有黑市”就交代了战争对上海人生活的摧残。
香港作家陶傑认为，孤岛时代的上海人，包括许多为汪政府办事的人物，心理活动异常复杂：他们活在日伪政权的羽翼之下，心知有一天，如果重庆的国府胜利，他们难逃制裁；但同时日本军力强大，中日战争，未分胜负，英美坐视观望，没有明显插手。万一日本打胜这场仗，他们加官爵禄，这个会当杭州的特首，那个能做宁波的政务司。上海的孤岛岛民，是夹缝中被遗弃的一群，对前景充满焦虑而悬疑。命运真是一场赌博：买东京，还是买重庆？没想到后来东条英机偷袭珍珠港，美国正式对日宣战，炸珍珠港的决策绝密，汪精卫在广播中才知道消息，气愤得连连挥头撞墙。如此一件大事，他恼恨日本没有「咨询」过南京伪政府，知道这下子日本必输。国民政府得到美国支撑，东亚战场开始改观，加上重庆加紧向南京渗透，军统首领戴笠派特务去上海执行暗杀，《色，戒》的故事适在此一时机。许多汪政府人物，见风转向效忠，纷纷与重庆暗通，协助政权「过渡」，答应「中央」一旦班师回朝，他们会替重庆接收大局。这是人性的现实──在香港的过渡期内，许多「港英」高官，也是这样的─但他们又恐惧「蒋先生」不是那么有情有义的人物，胜利之后，随时杀人灭口，掩饰政府与叛逆份子合作的真相。此时的孤岛，舞厅游乐场，依旧一片繁华，官太太的麻雀夜夜照打，却难掩一股末日暗流挣扎的悲情与无奈。《色，戒》讲一个边缘的城市一段边缘的历史，孤岛时期的上海，汪伪政府是一个边缘的政权，汪精卫是一个边缘人。汪精卫的诗词，慷慨和萎靡并列，阳刚与阴柔互见，读之可见其充满矛盾的性格。

#### 都市文化

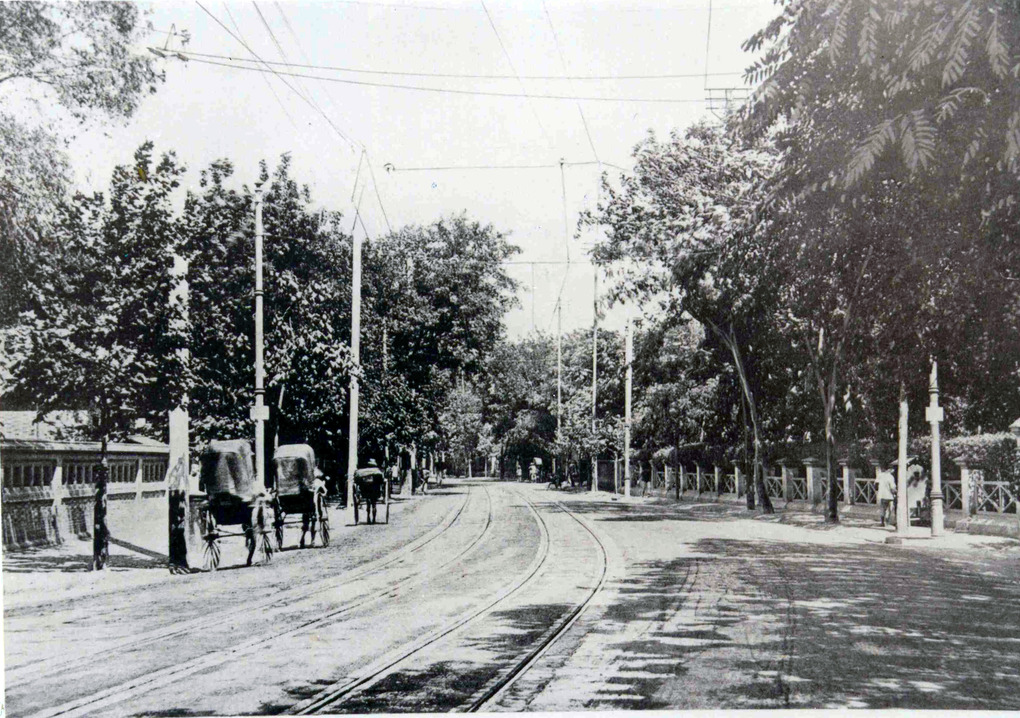
静安寺路是近代上海公共租界西区的主干道，今南京西路

本片的拍摄在李安导演看来是抢救历史的行动。剧组斥巨资还原了汪精卫政权统治下的上海南京西路的街景面貌和当年的时代风貌，电影中的黄包车及车牌、青花瓷茶杯、平安大戏院、印度人开的珠宝店、凯司令咖啡厅、绿屋夫人时装店、烧炭的汽车（当时汽油很贵）、古老的电车、房间的家具摆设、上海街头的法国梧桐、易默成办公室桌子上的钟馗雕像（当时从事特务工作的人习惯在办公室摆放象征降妖伏魔的钟馗雕像）等细节都是剧组工作人员完全根据张爱玲的原著和历史记载精心还原的。女主角王佳芝拿的帽盒及行李箱是路易威登于1930年代出产的款式。影片和原著中提及的去凯司令吃奶油蛋糕、喝咖啡以及去西伯利亚皮货店买皮草都是当时上海上流社会的时尚风潮。
上海是世界上最早出现电影的城市之一，是中国电影工业的诞生地和发祥地。去电影院看电影是中华民国大陆时期的上海人的一种高端奢侈而流行时尚的消费方式，当时上海的影院往往与美国同步放映最新的好莱坞电影，好莱坞电影在当时大行其道。在20世纪三四十年代的美国好莱坞电影工业“黄金时代”，其出品的影片80%都会在上海放映。此片原著作者张爱玲年轻时候也喜欢看电影，还为英文杂志写过影评。

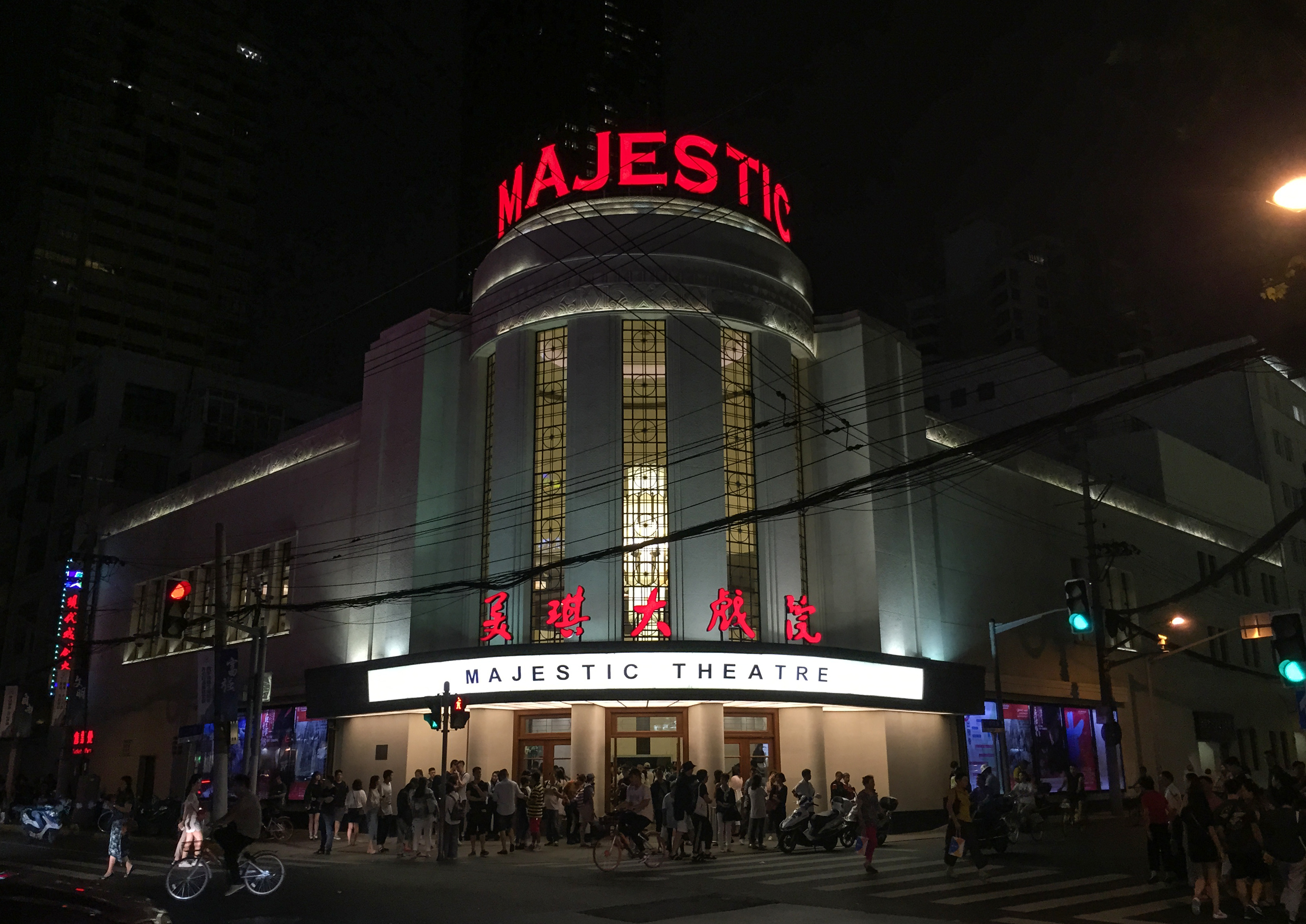
电影中平安大戏院的取景地是上海静安区的美琪大戏院

影片女主角王佳芝所看的电影包括加里·格兰特主演的《秋缠断肠记》、英格丽·褒曼主演的《寒夜琴挑》和汪精卫政权所控制的电影公司拍摄的电影《博爱》（由周璇、胡蝶主演），这些电影的选择不但契合了影片的时代背景，更与此片的情节主旨和人物命运相照应和关联。《寒夜琴挑》触动了天真无邪的女学生王佳芝的内心，因为该影片是关于年轻漂亮的钢琴教师爱上学生的已婚父亲的故事。《秋缠断肠记》是关于一对收养孤儿的夫妇催人泪下的故事，王佳芝在《色，戒》中观看此片时，这一伤感的家庭剧被政府的宣传新闻片切断，生动展演了王佳芝所处的战时语境。原版小说并没有交代王佳芝的身世，但是在电影版中王佳芝身世凄苦可怜：母亲早亡，重男轻女并在英国另娶的父亲将她抛弃在战火中，被贪财的舅妈算计。王佳芝通过在影院看这些爱情电影来宣泄自己悲伤的情绪，并且寻找她所缺失的爱，这也让王佳芝对易默成动情显得更加合情合理，而张爱玲本人的人生也是在冷漠的家庭里长大、在流离中辗转。
王佳芝在电影院的情节中影院墙壁上贴的诸多电影海报包括《深闺疑云》《碧血烟花》《月宫宝盒》，但并没有出现当时公映的影史经典之作《乱世佳人》的海报和画面。《深闺疑云》是1942年在上海最卖座的电影。王佳芝乘车进入上海虹口，在走进易先生约好的日本居酒屋的时候，她的身后出现《南海征空》的电影海报，该片由中华电影公司拍摄、全部由日本演员参演，反映出当时虹口的日本氛围。邝裕民作为话剧团团长，带着话剧团成员编排了一部名为《气壮山河》的话剧，这是一部面向香港人的粤语抗日剧，旨在呼唤起不知亡国之恨悠然过活的香港人的爱国热情。
影片中出现了3部纪录片，分别是1941年的《世界新闻号外第二号》、1942年的《大东亚新闻电影特辑》和《复兴建设新亚细亚》，这反映了汪精卫政权在上海对抗战期间中国沦陷区民众所进行的思想宣传。
上海南京西路的梅龙镇酒家被选中拍摄易太太宴请王佳芝的戏份，电影中提及的凯司令咖啡厅在1928年开设的第一家店以及影片结尾处珠宝店旁的第一西比利亚皮货店也位于南京西路。电影选中了仍体现出1930年代至1940年代气息的上海浦东新区新场古镇作为外景地，在新场的老街上精致地复原了近代上海繁华熙攘、店铺林立的市集场景。

#### 服装

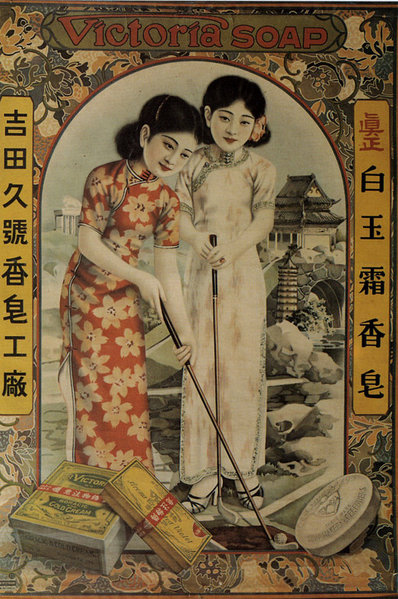
中华民国大陆时期初期广告上着旗袍的中国女性

饰演王佳芝的演员汤唯在此片中换了27件旗袍，打破了演员张曼玉在《花样年华》中21件的记录。1932年以后，旗袍的流行款式开始下摆变长，使得开衩成为必要，王佳芝在本片中的旗袍便大多开衩至膝蓋，既符合其贵妇身份，也微含挑逗之意。1940年代的旗袍随着下擺變短，腰身紧绷，女性的曲线美显露无遗。王佳芝旗袍上的花纹多为腊梅、玫瑰、云纹、几何等图案，显出素雅。在当时，中西合璧是上海淑女穿着旗袍的一大特色，大多数女子喜欢将旗袍和西式服装搭配起来穿，王佳芝外出时便经常在旗袍外裹一件风衣，有时还会系围巾。
影片中王佳芝穿衣的审美是根据她日常生活而设计的，例如王佳芝喜欢看当时最时尚的《魂断蓝桥》《北非谍影》等好莱坞电影。王佳芝在本片中多穿蓝色衣服，因为主创认为蓝色没有杀伤力，能量不大，但很舒服，不知不觉令人投注感情，有足够的时间可以让人走进去。

### 香港

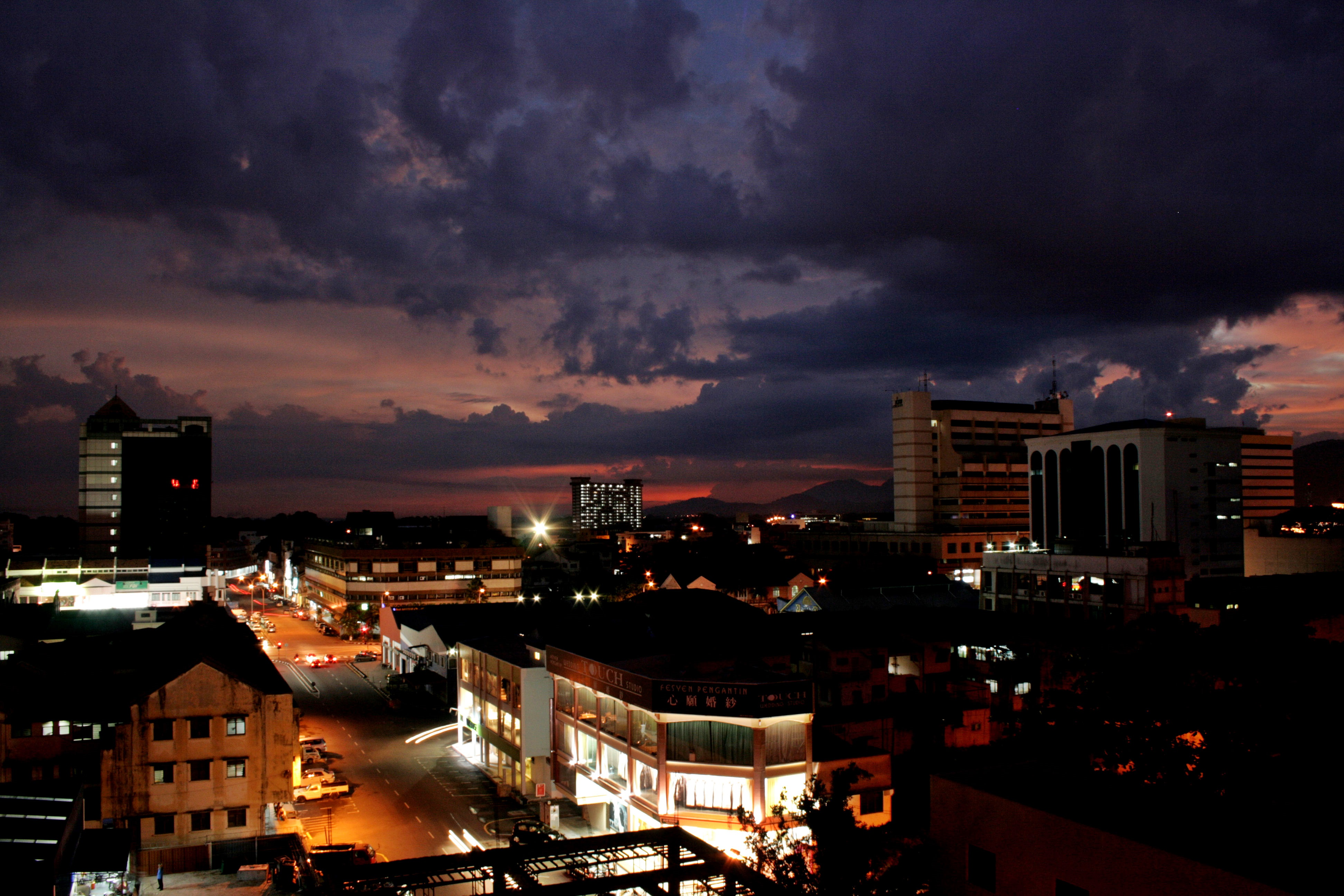
马来西亚的怡保是影片中战时香港的取景地

影片中香港街景戏份是在马来西亚的槟城和霹雳州首府怡保拍摄的，但是在马来西亚取景时该国建筑物的斜屋顶和当时的香港建筑风格不符，因此影片中的画面经过了计算机处理。
影片中王佳芝、邝裕民、赖秀金等人的话剧社演戏的戏份是在香港大学本部大楼的陆佑堂拍摄的。《色，戒》的原著作者张爱玲在1939年至1942年期间赴香港大学求学，张爱玲在战争时期还曾在陆佑堂的临时医院里担任学生看护。
香港的淺水灣酒店是易默成和王佳芝第一次约会的地方，也是张爱玲的小说中频繁出现的场景。而在浅水湾的海边，有几个青年学生坐在海边商量刺杀进程的戏份。学校礼堂表演完爱国剧后，青年学生们走在石板街上准备庆祝，这条石板街这就是香港著名的砵典乍街。

### 重要线索

#### 戒指
在上海话里，“佳芝”是“戒指”的谐音，戒指在本片中意义重大。此片结尾的高潮情节是易默成送给王佳芝戒指，然而王佳芝在被枪决前将其归还给易默成，戒指作为见证两人爱情的信物是此片的关键线索，也照应了“色，戒”的“戒”。易默成送给王佳芝的六克拉的“鸽子蛋”粉红戒指是价值三千万港币的真钻，这枚戒指是剧组走访多时才最终在卡地亚的巴黎总部找到的，和张爱玲原著的描述非常相似：它以重6克拉的一颗椭圆形粉红色钻石作主石，周围以两层闪烁的白钻作为烘托，采用1940年代最经典的镶嵌方式，仿如一朵在玉手上盛放的鲜花，璀璨夺目。

#### 三轮车

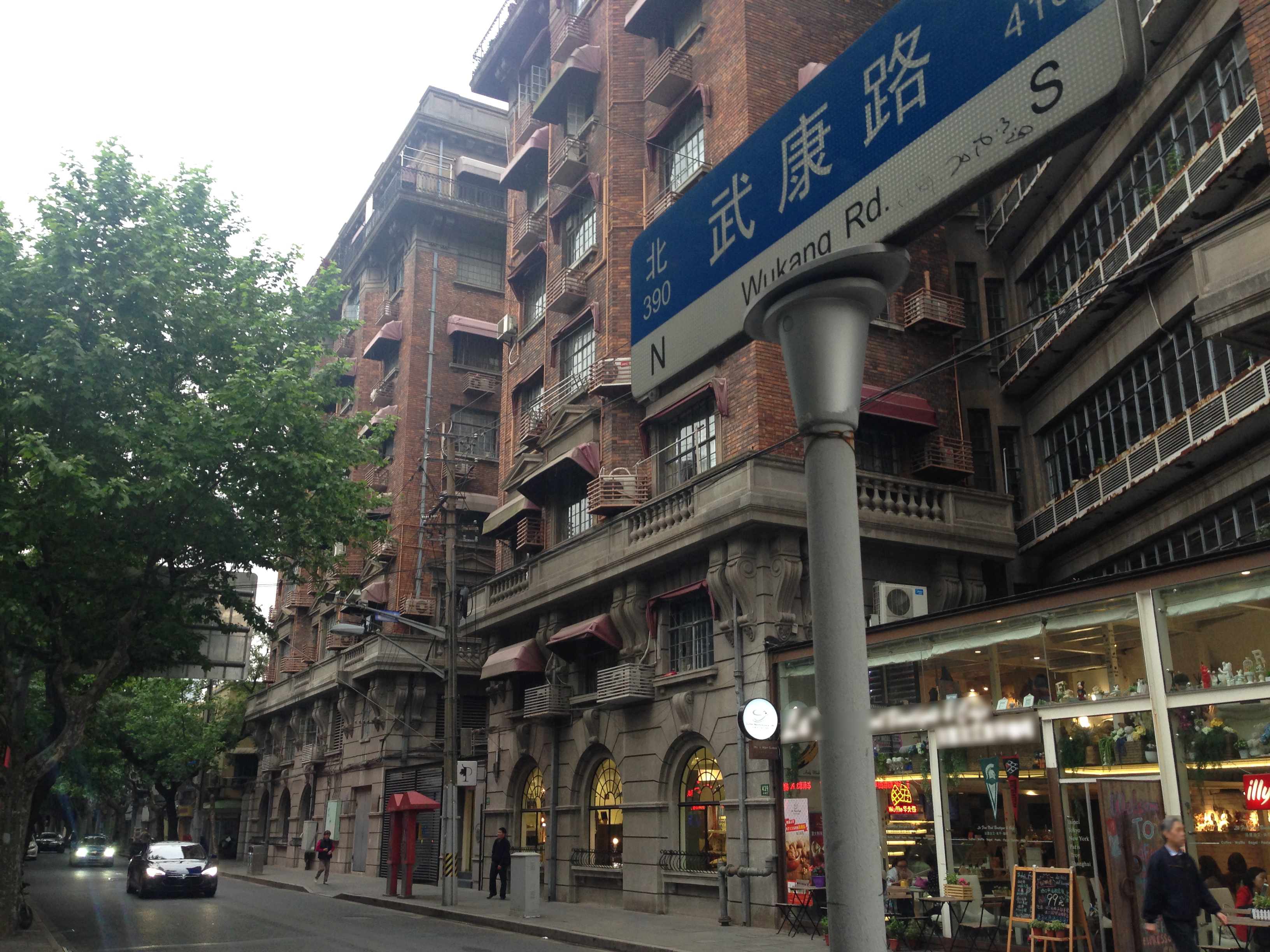
上海武康路近淮海中路街景，右侧建筑为武康大楼

影片结尾处，王佳芝放走易默成后在大街上叫三轮车却好几次都被拒绝，导演李安在这个经典镜头中暗喻了王佳芝孤苦无依的凄凉一生。王佳芝最终搭上一辆年轻车夫拉的三轮车，这辆三轮车的车夫的编号是“1023”，而此片导演李安的生日便是10月23日。导演李安还原了张爱玲原著中对封街的描述——从绿屋夫人服装店玻璃橱窗里的“蝙蝠袖烂银衣裙的木美人”，到纸扎的红绿白三色小风车，再到吹哨拉绳封街，一个快踩，一个目顾，千头万绪的慌乱迷乱尽在其中。编剧王蕙玲表示，当车夫回头对王佳芝笑时，一句“回家”顿时就让人觉得是好奢侈的一问——什么是家？回哪个家？回谁的家？真实的王佳芝是哪里也去不了的。她认为这场戏是李安和张爱玲的光芒交互辉映的一刻，也是她每看必落泪的一场。演员梁朝伟在2008年接受香港作家林燕妮的采访时也表示他喜欢这场童话般的戏。但是在原著中王佳芝坐黄包车要去愚园路的亲戚家，而在此片中被改成了王佳芝要去福开森路（今武康路），福开森路是上海法租界内的高档住宅区，也是王佳芝和易默成的幽会场所。

#### 麻将
《色，戒》原著是以打麻将起头，“麻将桌上白天也开着强光灯，洗牌的时候一只只钻戒光芒四射。”在中华民国大陆时期的上层社会，麻将牌桌上的人情世故承载着上流人士社会交际的重要使命。作为中国人生活方式的一种，打麻将出现在李安的电影里，少不了要在麻将桌上透露时代与人性的印痕。小小的牌桌上，上演的却是一场争风吃醋、勾心斗角的大戏。李安要求麻将戏的精神是让观众不要因为没有麻将知识而被遗弃，力求雅俗共赏：懂麻将的人看得兴味盎然，不懂的人也能察觉眉来眼去的电波流动。编剧王蕙玲认为，麻将戏其实是讲四个女人的政治，眼神勾一下，手指晃一下，都有深意，因为情妇之间最在乎排名。饰演马太太的苏岩说，“我的角色当然也明白王佳芝和易先生是怎么一回事，睁一只眼闭一只眼而已。”
台湾老一辈艺人李嘉茜被李安委以重任，教主演们打上海麻将。“李安说片中麻将戏很重要，要把那种‘牌局如情局’、尔虞我诈的味道，当成武侠片来拍，要我亲自设计。”她一口气给李安设计了15场不同的牌局。陈冲、苏岩等牌友后来被送到香港受训七天，刚下飞机到香港试装，就被拖去做手部美容。由于打麻将的戏要有手部特写，李安对麻将团太太们的双手都严密监控。

### 穿帮
此片香港戏份的时代背景是广州刚沦陷的1938年，然而王佳芝和易太太坐车去逛街的时候竟然对司机说要去尖沙咀的皇后码头，当时的皇后码头位于中环。香港戏份中的出租车车型Austin FX3和FX4是分别从1948年和1958年才开始生产的。
此片上海戏份的时代背景在1946年之前，然而在表现上海处于日本殖民统治之下的片段中，日语老师教授假名时的板书采用的“现代假名遣”这一写法是直到1946年才提出的。在上海的戏份中，易太太给王佳芝外出赴约用的汽车驾驶座的位置忽左忽右，而1946年之前的上海道路通行方向采取的是英制，应该靠左行驶。

## 美术
此片艺术指导朴若木在其微博上透露了他在创作该片时很多灵感的来源。其中，易默成将王佳芝推到墙上暴力搜身的电影镜头构图，灵感来源于爱德华·蒙克的名画《呐喊》；王佳芝在窗边脱掉丝袜、裸背的王佳芝望向窗外的繁花等很多镜头构图和全片的色彩基调来源于巴尔蒂斯作品的灵感，该画家擅长以古典主义的艺术手法刻画东方少女；结尾处易默成独坐在王佳芝床边抚摸床单缅怀故人的镜头构图，灵感来自美国画家爱德华·霍普的名画《哲学之旅》，而爱德华·霍普作为派拉蒙电影公司的影迷，他的作品深受1920年以来该公司德国艺术指导的包豪斯主义艺术风格影响；开场麻将戏和爱国学生舞台剧的舞台采用了后印象派画家亨利·卢梭的意象。

## 票房
此片在台灣達到新台幣2.8億票房，為台灣年度票房銷售最佳之一的電影。
在香港地區，上映五十多天後票房已超越港幣4500萬（約600萬美金），其中陶傑更於著名電台節目《光明頂》連續一星期解讀《色，戒》故事的歷史背景；本片在香港由安樂影片有限公司發行。
中國大陸地區首週上映即達到4000萬人民幣（535萬美金）的票房，上映的第二周票房超过了9000万人民币。
此片在北美票房遠遜華人地區。此片亚洲华语地区的票房达到2.5亿人民币，在全亚洲票房达到了4400万美元，而北美票房仅为440万美元。李安指，此片主題比較中國化，美國觀眾不會太感興趣，票房不如台、港等地，是在預料當中。

## 榜单和观众评分
电影评论权威网站烂番茄里对于《色，戒》的评论统计中，有72%的评论家给与正面评价。而另一个网站Metacritic里，34份评论的平均得分是61分（100分满分）。
2009年日本權威電影雜誌《電影旬報》評選「2008十大最佳外語片」─《色戒》第4名。

## 延伸閱讀
- 倪梁康：〈《色戒》vs《斷背山》〉 （页面存档备份，存于）（2008）
- 彭小妍：〈女人作為隱喻：《色|戒》的歷史建構與解構〉。

## 外部連結
- Focus Features 官方網站 （页面存档备份，存于）
- 台灣官方網站（博偉）
- Yahoo奇摩電影上《色，戒》的資料（繁體中文）
- MSN娛樂上《色，戒》的資料（繁體中文）

- 開眼電影網上《色，戒》的資料（繁體中文）
- 香港影庫上《色，戒》的資料（繁體中文）
- 豆瓣电影上《色，戒》的資料 （简体中文）
- AllMovie上《色，戒》的资料（英文）
- Metacritic上《色，戒》的資料（英文）
- 爛番茄上《色，戒》的資料（英文）
- Box Office Mojo上《色，戒》的資料（英文）
- 互联网电影数据库（IMDb）上《色，戒》的资料（英文）
- 台灣電影網上《色，戒》的資料（繁體中文）

| 前任： 三峡好人 | 威尼斯影展金狮奖 2007年 | 繼任： 摔跤手 |
| 前任： 父子     | 金马奖最佳剧情片 2007年 | 繼任： 投名狀 |